# Romare Bearden
Romare Bearden, né le 2 septembre 1911 à Charlotte et mort le 11 mars 1988 à New York, est un artiste peintre, graveur, lithographe et écrivain afro-américain.
Il servit dans l'armée américaine pendant la Seconde Guerre mondiale. Il est avec Charles Alston, Norman Lewis, et Hale Woodruff (en) l'un des fondateurs du groupe Spiral (groupe d'artistes) (en) à Harlem qui a pour mission de s'interroger quant au rôle des artistes afro-américains vis-à-vis du mouvement américain des droits civiques.

## Biographie
Romare Bearden émigre à seulement neuf ans de Caroline du Nord à la ville de New-York, pour s’installer avec sa famille dans le quartier de Harlem (ce déménagement faisait partie d’un phénomène connu sous le nom de la grande migration afro-américaine),,. Sa mère fut rédactrice en chef new-yorkaise du Chicago Defender et première femme noire élue au conseil scolaire de la ville de New York.
Lors de son cursus universitaire (Lincoln University, Boston University, New York University), Bearden combine ses études d’art avec les mathématiques et le sport, excellant en tant que lanceur de baseball semi-professionnel. Cependant, il refuse une offre du propriétaire de l'équipe professionnelle des Philadelphia Athletics qui lui propose d’intégrer l’équipe, en échange de se faire passer pour un homme blanc. De 1936 à 1947, il est formé à l'Art Students League of New York où le peintre expressionniste George Grosz, parti en exil à New-York en 1933, fait partie de ses professeurs. Au cours de ces années, il produit des dessins pour le journal The Baltimore Afro-American, écrit divers essais comme The Negro Artist and Modern Art et, la Harlem Artists Guild (en) l'introduisant dans le Harlem Community Art Center (en), participe à des réunions et expositions d’artistes noirs à Harlem.

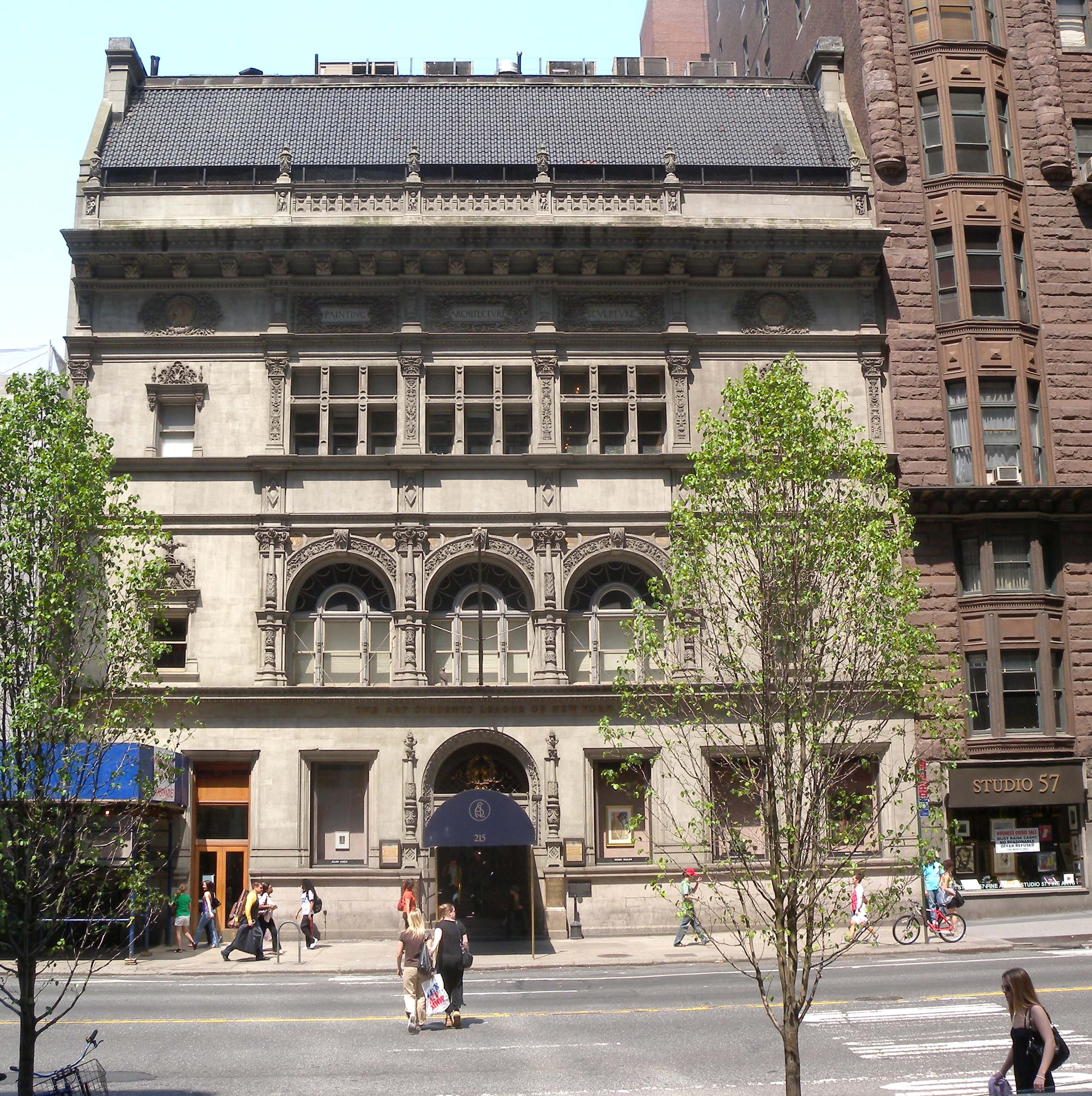
Art Students League of New York
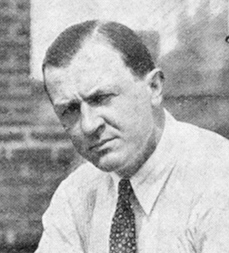
George Grosz

Il organise en 1940 sa première exposition à New-York, mais est rapidement mobilisé pour la Seconde Guerre mondiale : un service militaire de trois années qui, bien que ne le faisant pas quitter New York et lui permettant de continuer de peindre, lui vaut en 1950 un bourse de la G.I. Bill pour un séjour de neuf mois à Paris (qu'il étendra brièvement à l'Italie) au cours duquel il rend visite à Pablo Picasso, se lie d'amitié avec Constantin Brâncuși et Jean Hélion, étudie la philosophie auprès de Gaston Bachelard, rencontre James Baldwin, Herbert Gentry (en), Myron O'Higgins, Richard Wright, Wifredo Lam, Georges Braque et Sidney Bechet.

Amitiés et rencontres parisiennes
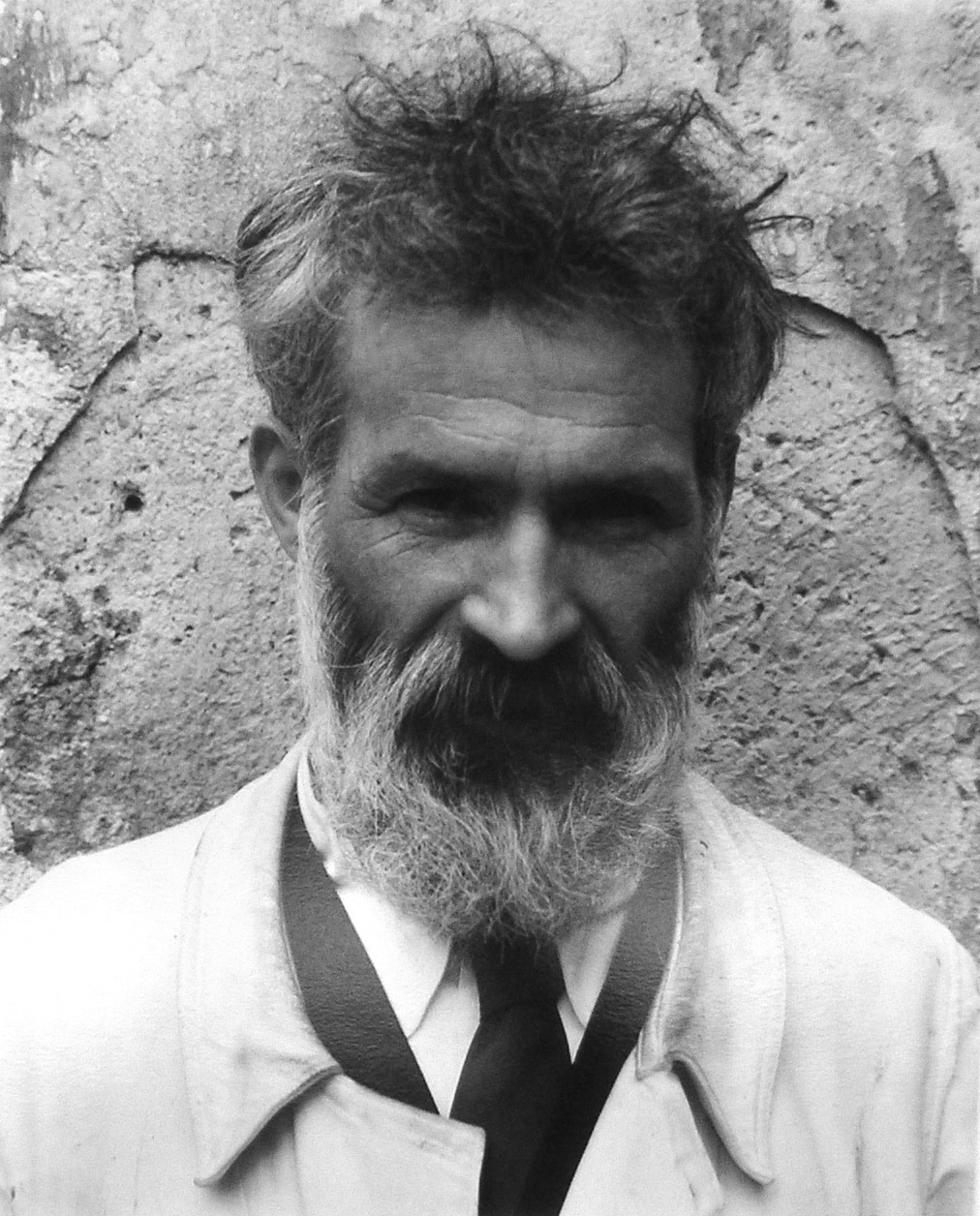
Constantin Brâncuși
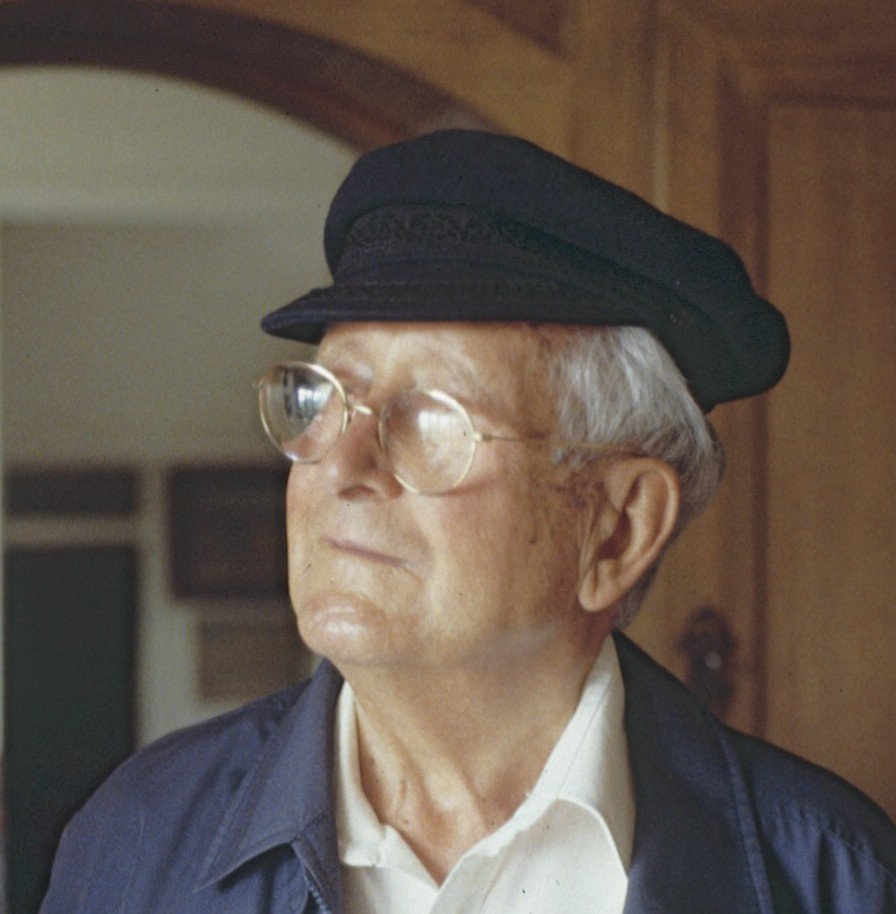
Jean Hélion
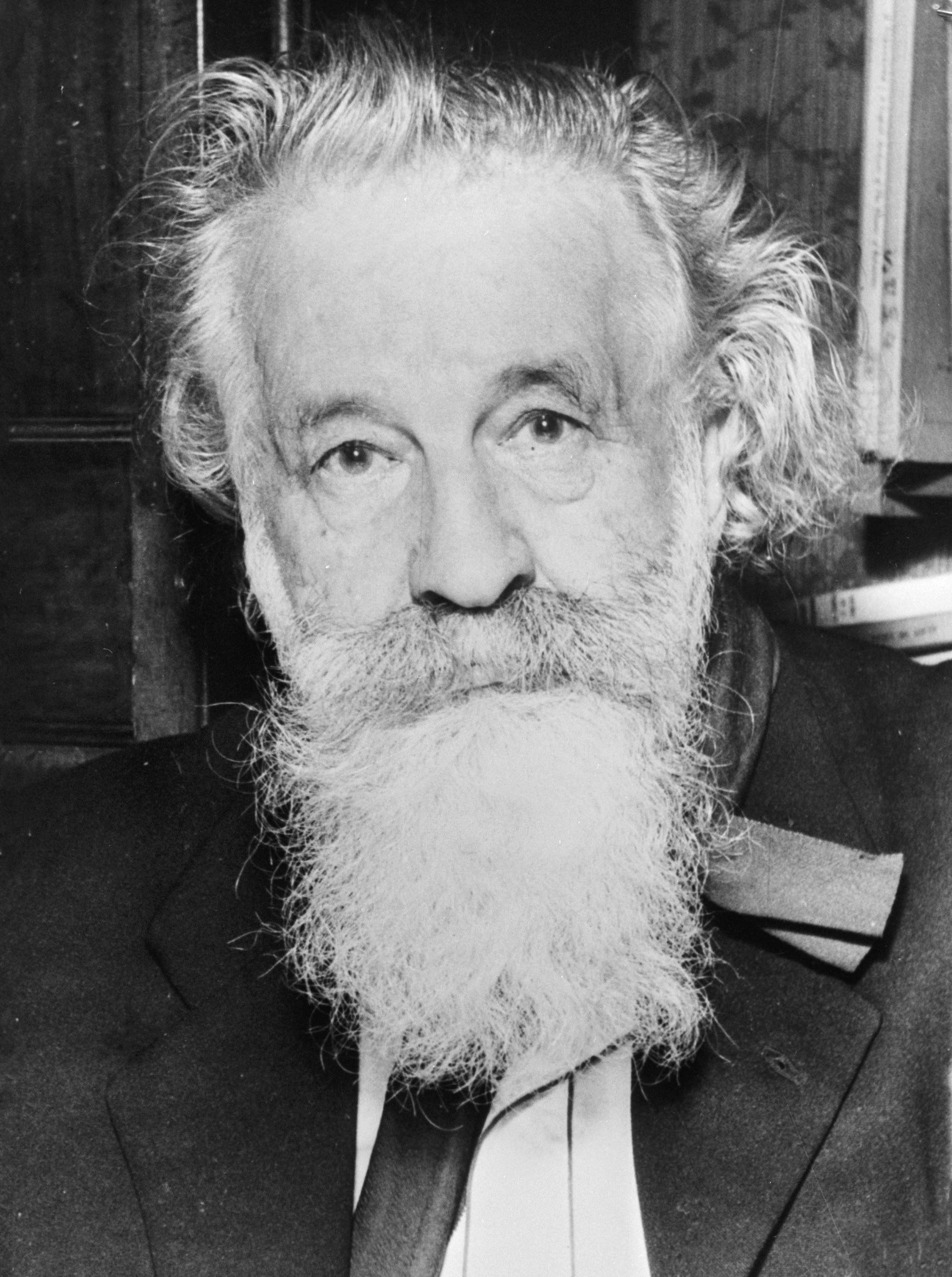
Gaston Bachelard
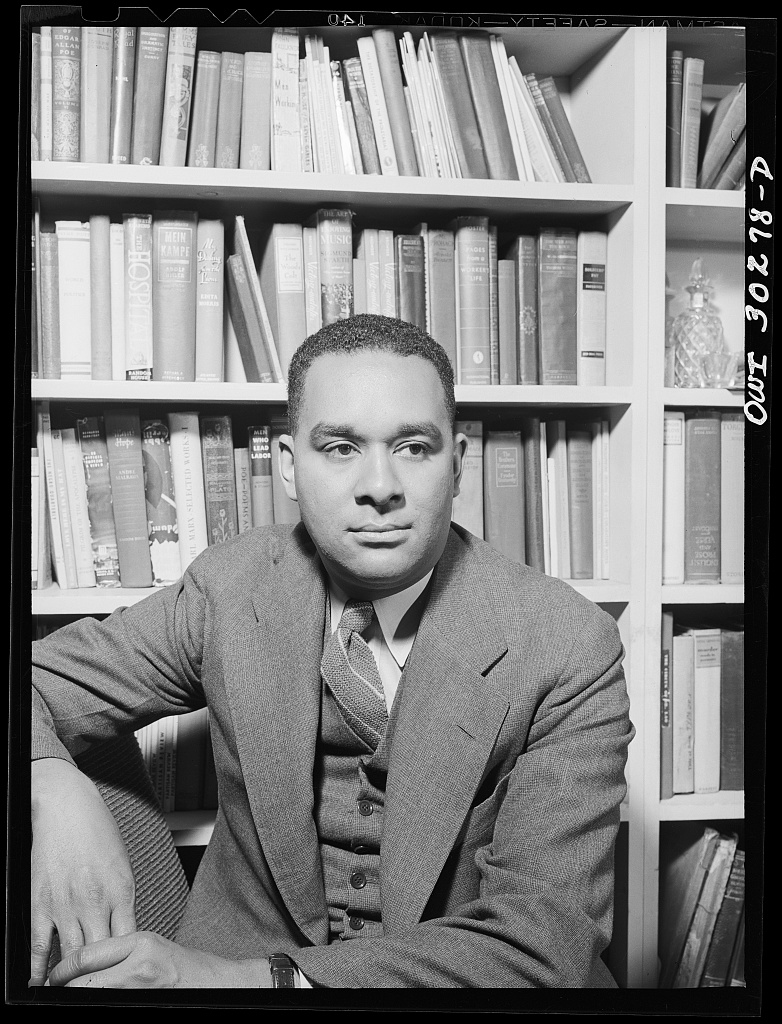
Richard Wright
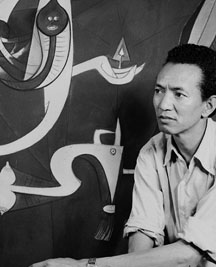
Wifredo Lam

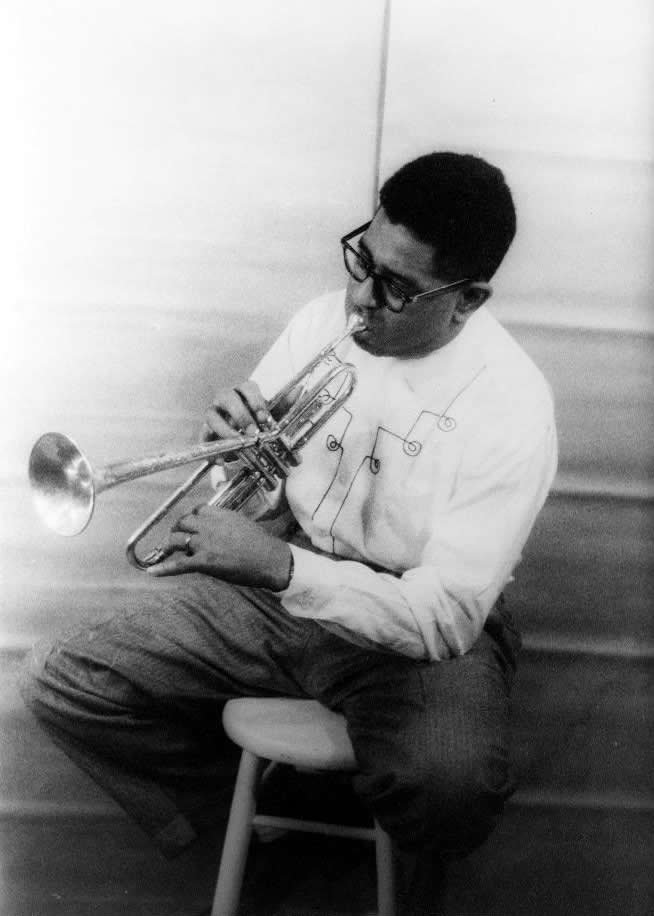
Dizzy Gillespie

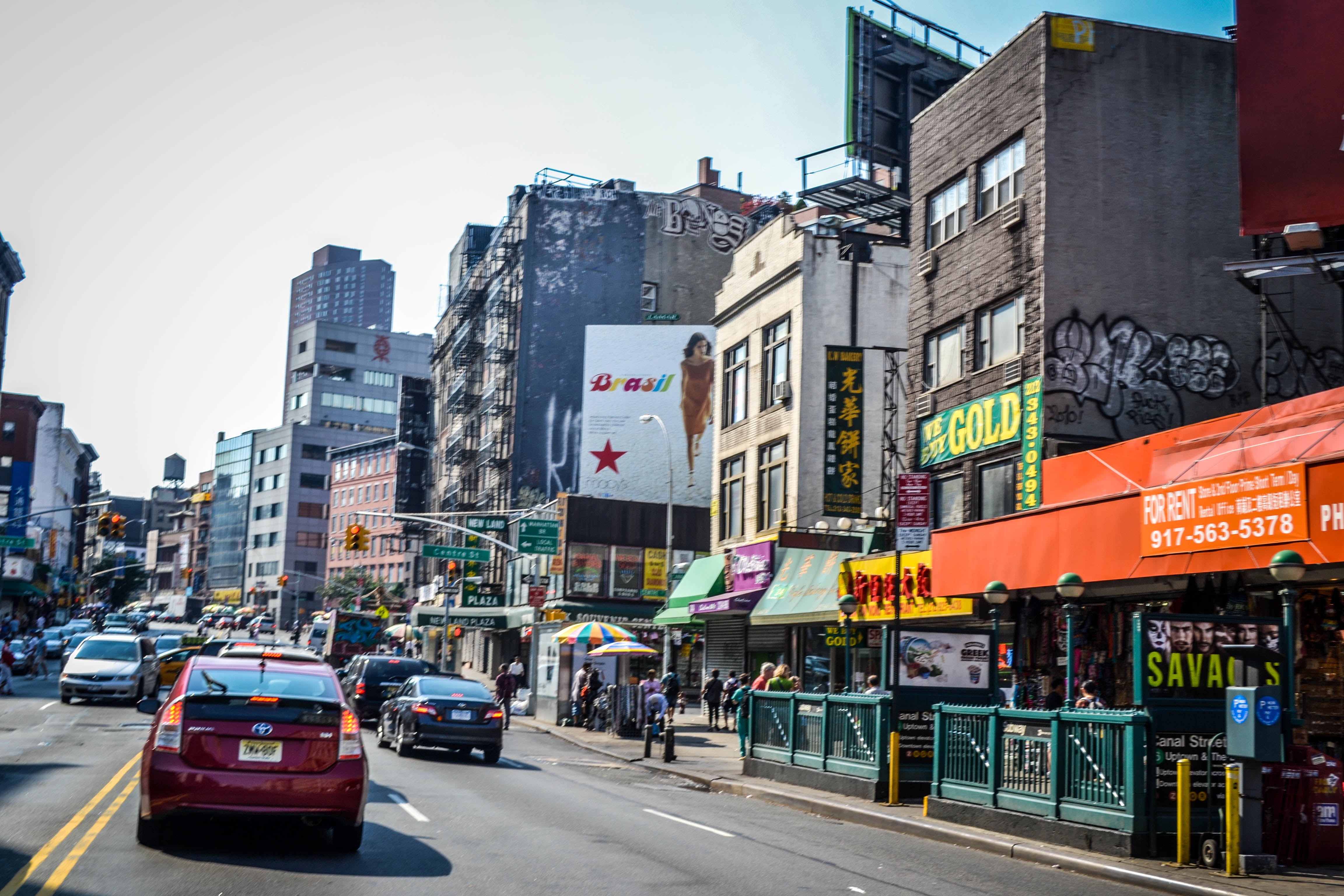
Canal Street (Manhattan)

Passionné de jazz, il est, de retour à New York, co-auteur de plusieurs morceaux comme Seabreeze qu'enregistrent Billy Eckstine et Dizzy Gillespie (la part musicale de son œubre sera remise au grand jour en 2003 avec un album du Branford Marsalis Quartet (en) intitulé Romare Bearden Revealed (en)). Il épouse Nanette Rohan en 1964 et s'installe avec elle dans un immeuble qui, situé sur Canal Street, voisine Chinatown. Là se réunira, à partir de juillet 1963, le groupe Spiral (en) - le choix de ce terme énonce l'objectif de « se tourner vers l'extérieur dans toutes les directions sans cesser de tirer vers le haut » - qu'il forme avec notamment Hale Woodruff (en), Norman Lewis, Richard Mayhew (en), Charles Alston, Reginald Gammon (en), Felrath Hines (en), Emma Amos, Merton Simpson (en) et Alvin Hollingsworth. C'est dans ce contexte qu'au-delà des discussions portant sur l'engagement des artistes noirs, à travers leur travail, dans les questions de lutte et d'égalité raciale Sally et Richard Price situent « Bearden proposant un projet collectif consistant à découper des magazines pour faire des collages en équipe » qui, s'il ne rencontre pas d'adhésion, n'en est pas moins un tournant personnel majeur. Le groupe se dissout peu après son unique exposition de mai-juin 1965 en son local du 146 Christopher Street à New York.

Figures du groupe Spiral
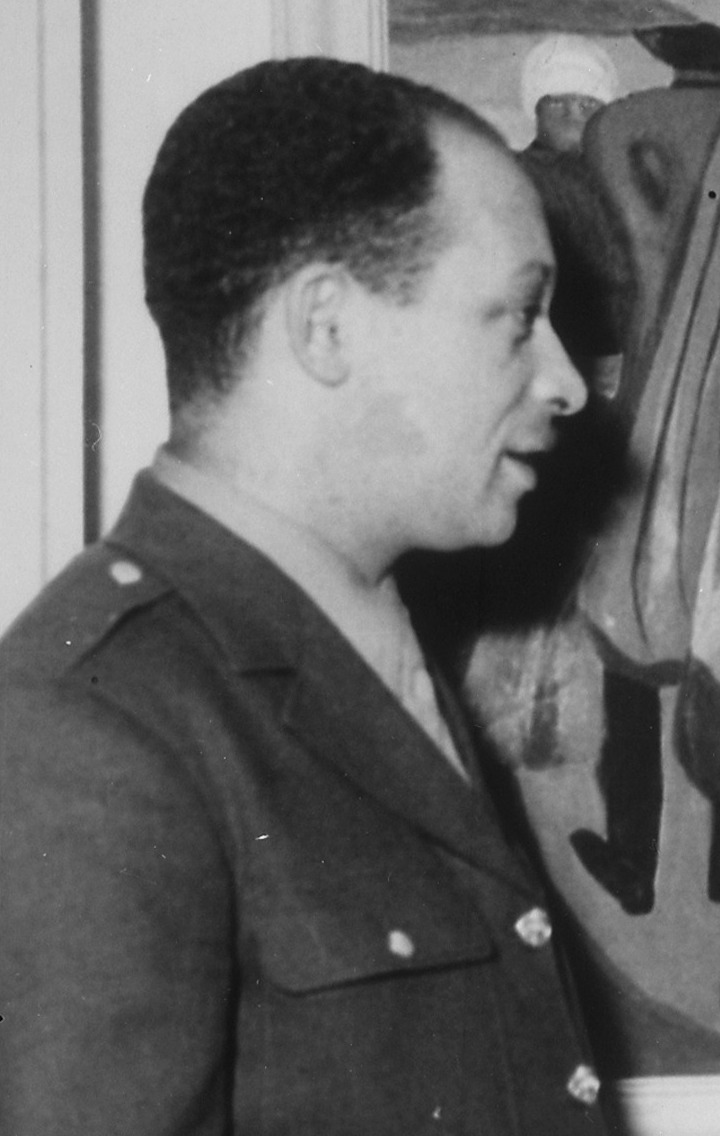
Romare Bearden
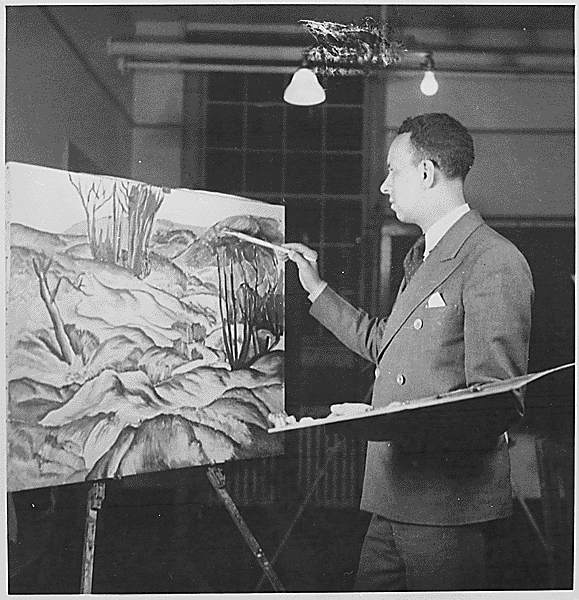
Hale Woodruff (en)
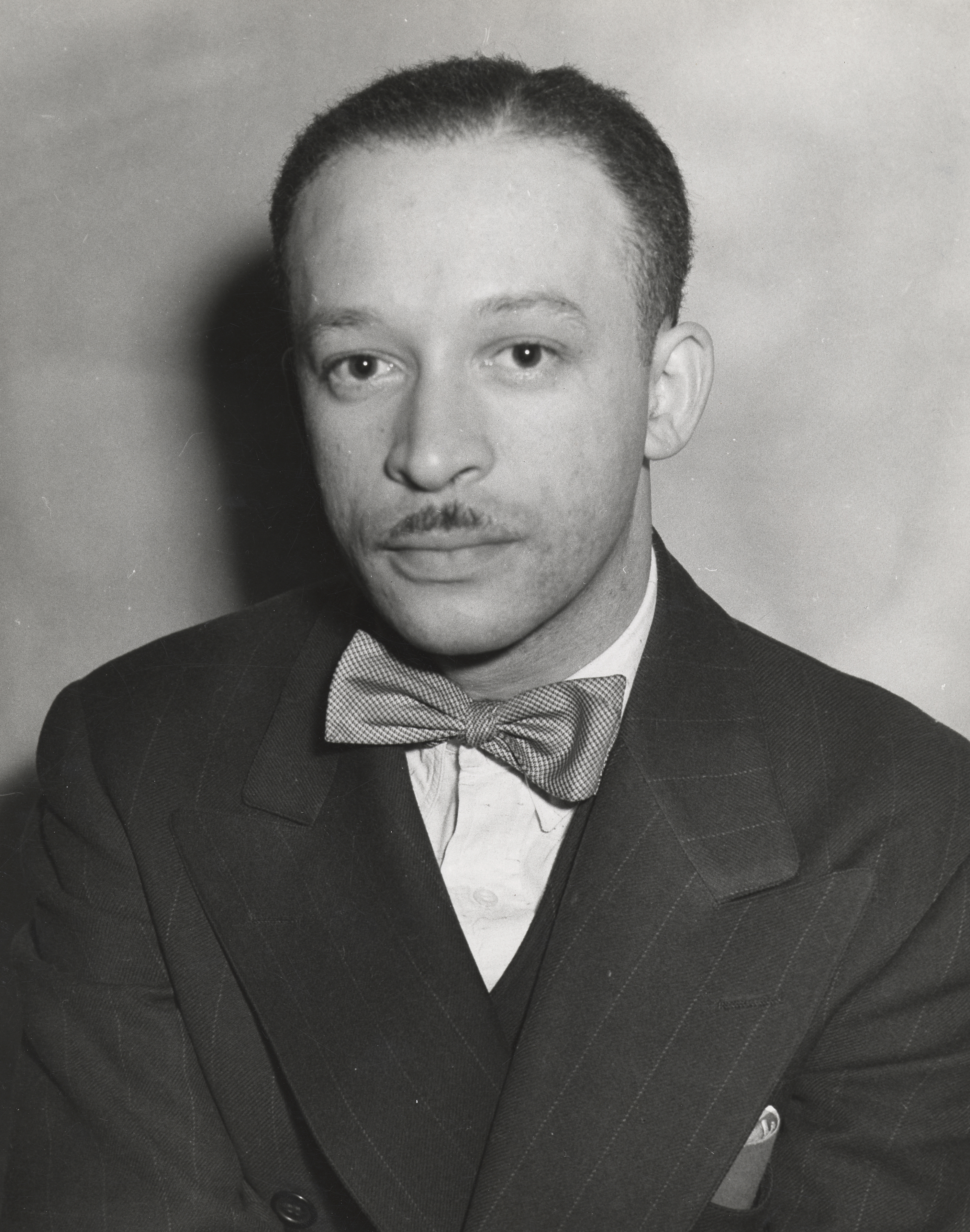
Charles Alston

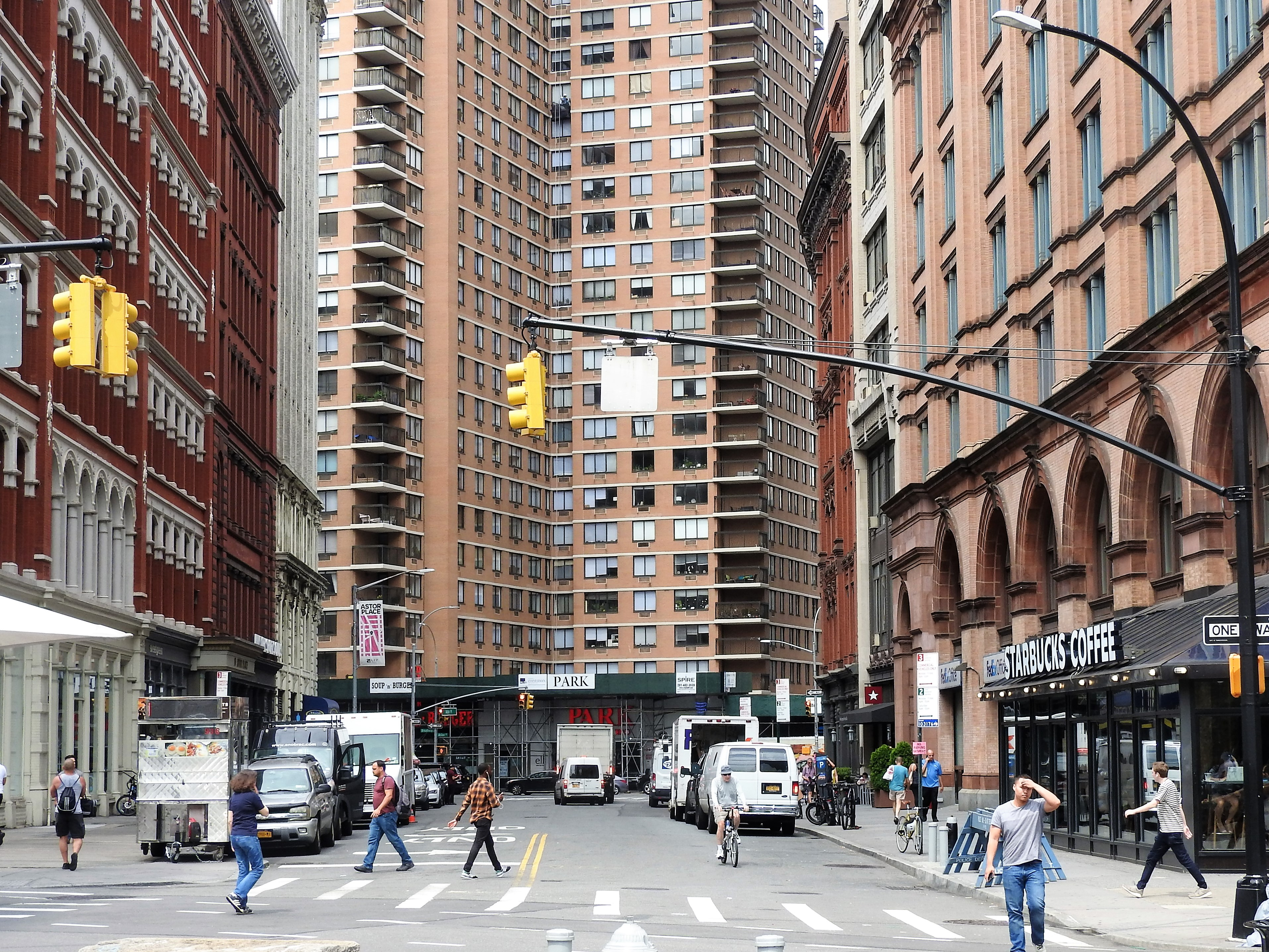
Astor Place, New York

En 1969, avec Ernest Crichlow (en) et Norman Lewis, il ouvre sur Astor Place à New York un espace d'exposition pour artistes de couleur qui, baptisé Cinque Gallery (en) en mémoire de Joseph Cinqué, révolté du navire La Amistad en 1839, présentera dans ses 35 années d'existence, environ 450 artistes afro-américains, hispaniques ou asiatiques parmi lesquels Sam Gilliam (en) et Whitfield Lovell (en).
En 1970, le couple Bearden fait construire une maison sur l'île de Saint-Martin où Nanette a ses raciles familiales et où ils reviendront dorénavant séjourner pendant plusieurs mois de chaque année, Romare s'y découvrant une nouvelle orientation avec la pratique de l'aquarelle.
Romare Bearden a compris l'art et la création comme un processus collectif, avec lequel on peut réfléchir sur l'importance de la communauté. Ainsi, en contemplant Sunday after Sermon, on peut connaitre la vie quotidienne, les cycles, les rites au jour le jour de la population afro-américaine, d'un point de vue intemporel dans lequel leur temps et leur expérience de vie convergent, ainsi que toute la charge émotionnelle et l'engagement social et politique de l'artiste à l’époque à laquelle il a vécu.
À sa mort des suites d'un cancer des os en mars 1988, C. Gerald Fraser salue en lui dans le New York Times « l'auteur de collages le plus important de la nation ». La Romare Bearden Foudation est créée deux années plus tard.

Domicile de Romare Bearden, 134 West, 131st Street, Harlem, Manhattan
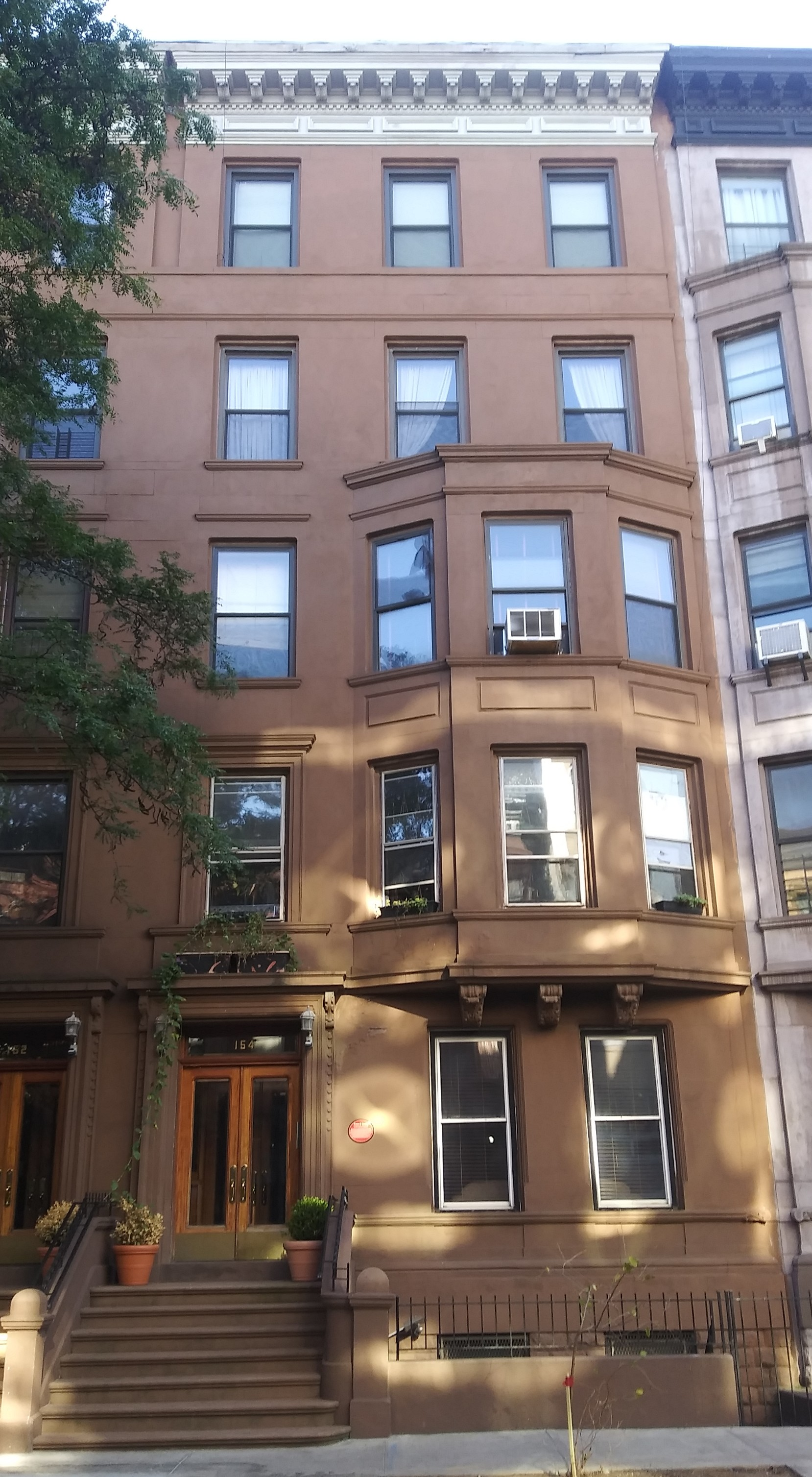
L'immeuble
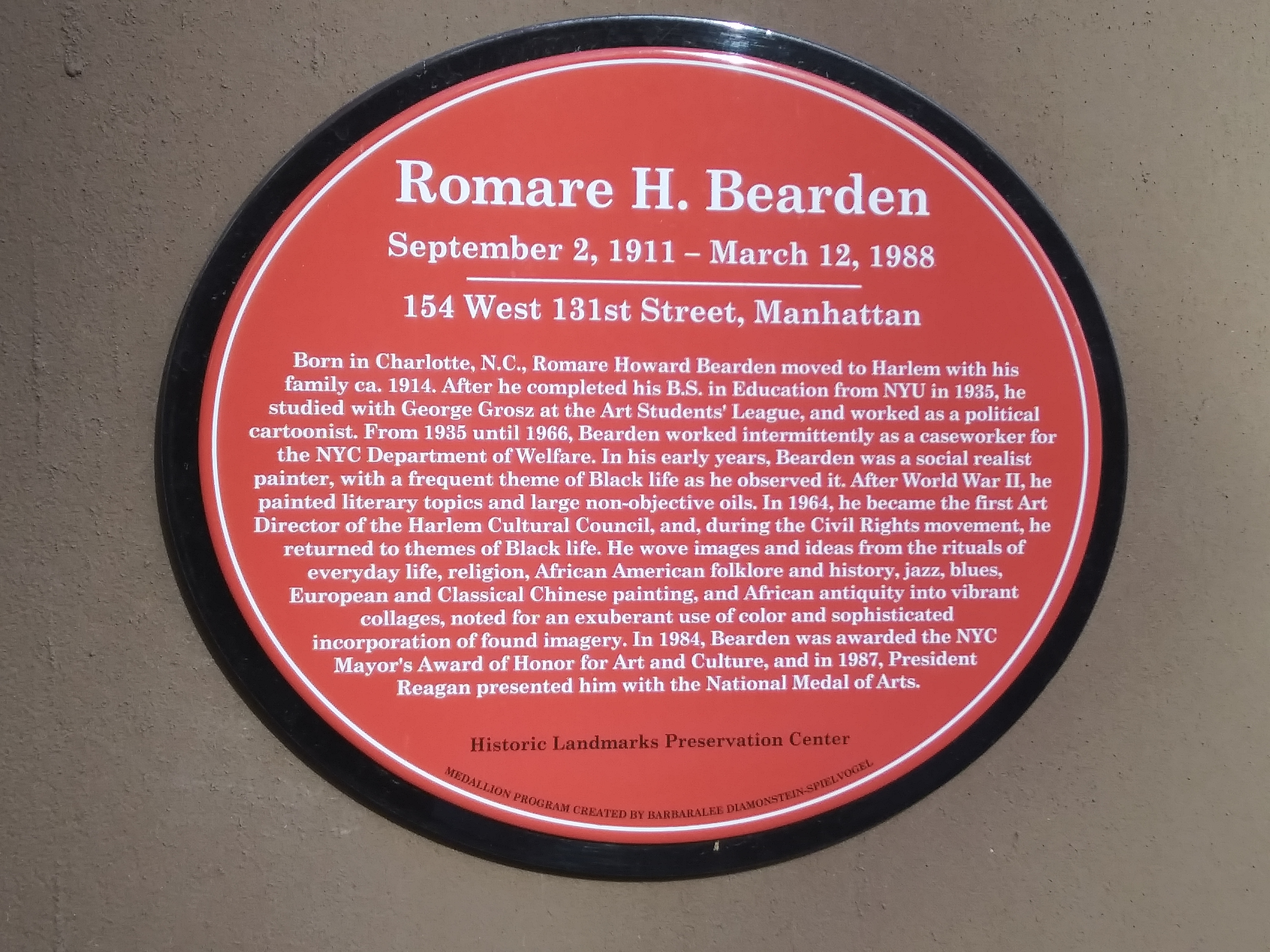
Médaillon sur la façade

## Expositions

### Expositions personnelles
- Galerie 306, New York, mai 1940[16].

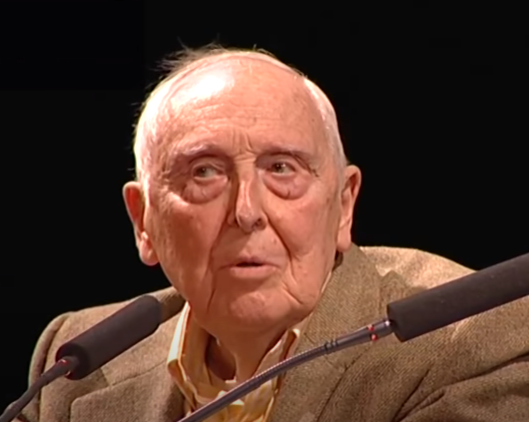
Daniel Cordier (Cordier & Warren, puis Cordier & Ekstrom, New York)

Corcoran Gallery of Art; Washington

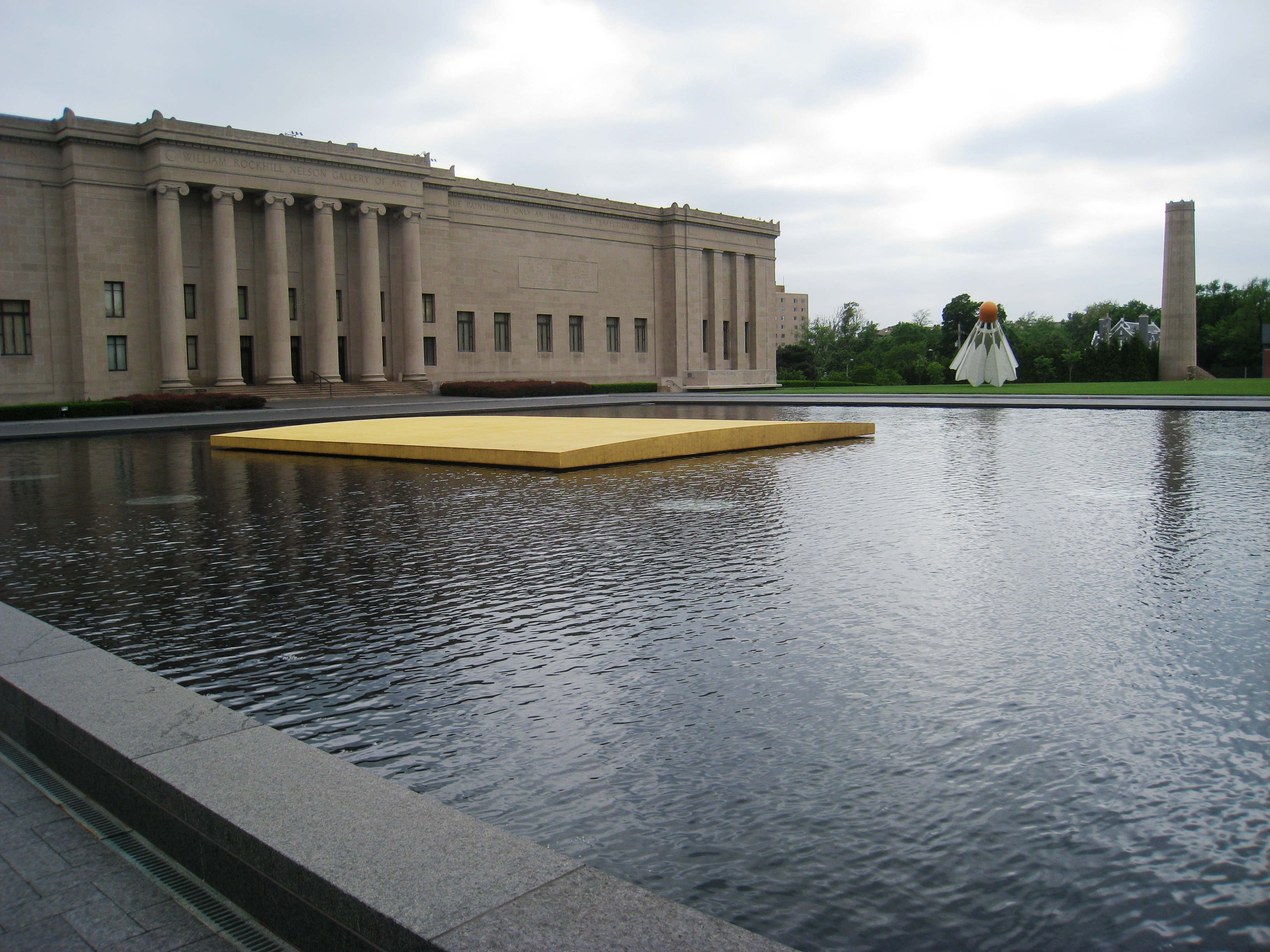
Musée d'art Nelson-Atkins, Kansas City (Missouri)

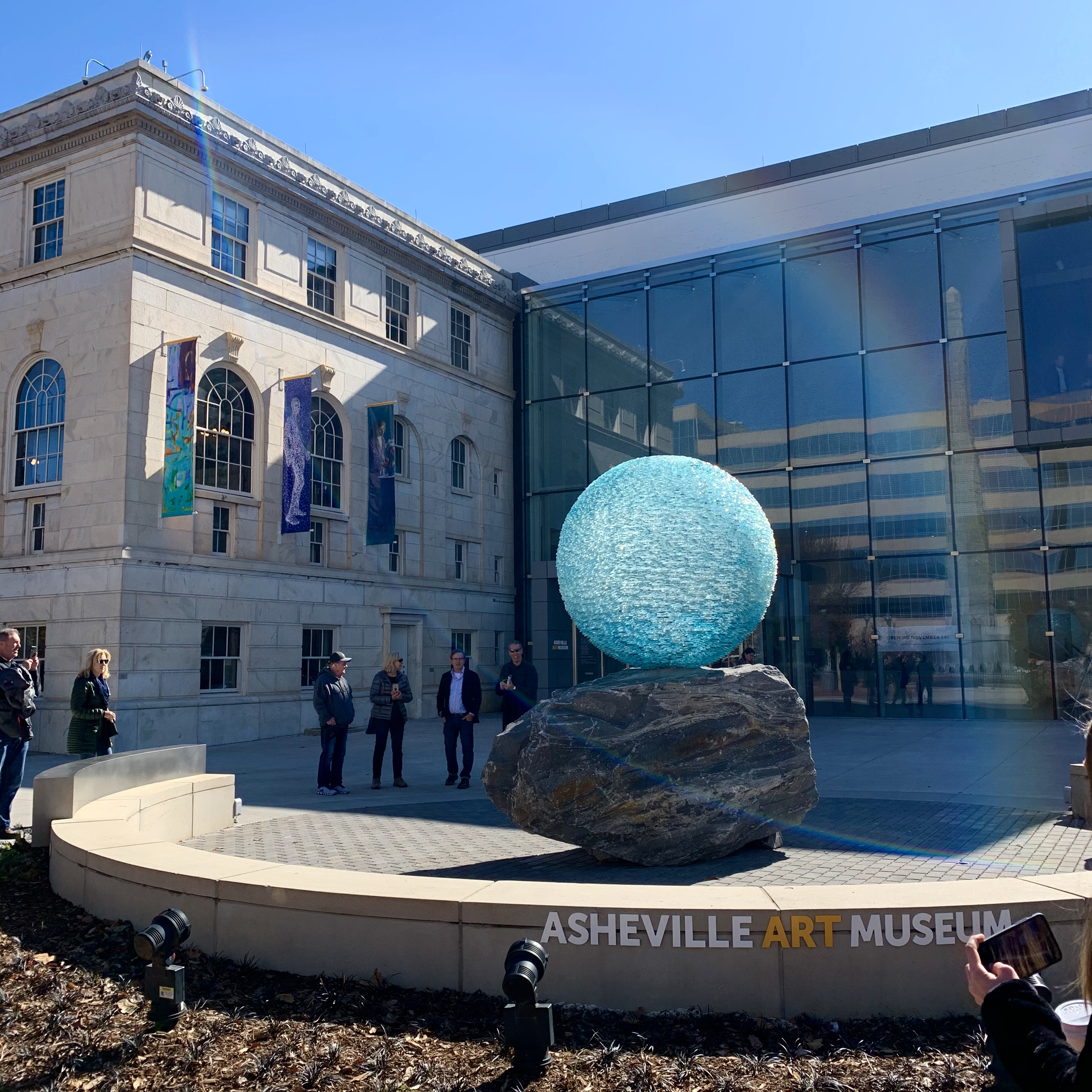
Asheville Art Museum

- G Place Gallery, Washington, 1944[17].
- Romare Bearden - The Passion of Christ, Kootz Gallery, New York, 1945[9].
- Daniel Cordier & Michel Warren Gallery, New York, janvier 1961[16].
- Cordier & Ekstrom Gallery, New York, Projections, octobre 1964 ; mars-avril 1973 ; Prevalence of ritual - Martinique, the rain forest, 1974 ; février 1975 ; Putting something over something else, novembre 1977[8] ; Profile series/Part I, 1979 ; Profile/Part II. The thirties, mai-juin 1981 ; Mecklenburg Autumn, 1983 ; Odysseus Series, avril mai 1997 ; Rituals of the Obeah, 1984[18].
- Corcoran Gallery of Art, Washington, 1964[15].
- Romare Bearden - Paintings and projections, State University of New York Art Gallery, novembre-décembre 1968.
- Romare Bearden - Prevalence of ritual, exposition itinérante :Museum of Modern Art, New York[19] ; Berkeley Art Museum and Pacific Film Archive, Berkeley (Californie), 1971.
- Romare Bearden, 1970-1980, exposition itinérante : Mint Museum (en), Charlotte (Caroline du Nord), octobre 1980 - janvier 1981[20] ; Mississippi Museum of Art (en), Jackson (Mississippi), janvier-mars 1981 : Musée d'Art de Baltimore, avril-juin 1981 ; Musée des Beaux-Arts de Virginie, Richmond (Virginie), juin-août 1981.
- Romare Bearden - Rituals of the Obeah, The Gallery, 417 East 75th Street, New York, novembre-décembre 1984[21].
- Romare Bearden - Rétrospective, Detroit Institute of Arts, Détroit (Michigan), 1986[17].
- Romare Bearden - Rétrospective, ACA Galleries, New York, 1989[22].
- Romare Bearden - Work with paper, Baruch College Gallery, New York, février-mars 1991[23].
- Memory and metaphor - The Art of Romare Bearden, 1940-1987, Musée d'Art contemporain de Chicago, septembre-novembre 1991[24].
- Hickory Museum of Art (en), Hickory (Caroline du Nord), Monther and Child : Romare Bearden, lithographies, été 1998[25].
- A look at Romare Bearden, Galerie d'art Albright-Knox, Buffalo (New York), mai-juillet 2002[26].
- Romare Bearden - Rétrospective, exposition itinérante : National Gallery of Art, Washington ; Musée d'Art moderne de San Francisco ; Musée d'Art de Dallas ; Whitney Museum of American Art, New York, 2003[27].
- Romare Bearden in the Brooklyn Museum collection, Brooklyn Museum, New York, décembre 2004 - mars 2005[28].
- Romare Bearden : Enchanter in time, James A. Michener Art Museum (en), Doylestown (Pennsylvanie), octobre 2005 - février 2006[29].
- Collages by Romare Bearden, Bowdoin College Museum of Art (en), Brunswick (Maine), octobre 2009 - janvier 2010[30].
- Romare Bearden, 20th-Century American master, Nasher Museum of Art, Durham (Caroline du Nord), 2011[31].
- Romare Bearden - The life, Harvey B. Gantt Center for African American Arts (en), Charlotte (Caroline du Nord), septembre 2011 - janvier 2012[32].
- Impression & improvisations - The prints of Romare Bearden, Musée d'art Nelson-Atkins, Kansas City (Missouri), octobre 2011 - janvier 2012[33].
- Tampa Museum of Art (en), Tampa, mars 2012[34].
- Romare Bearden - Southern recollections, Newark Museum, Newark (New Jersey), mai-août 2012[35].
- From process to print - Graphic works by Romare Bearden, The Hyde Collection (en), Glens Falls, décembre 2012[36].
- Romare Bearden - Rétrospective, Grand Rapids Art Museum (en), Grand Rapids (Michigan), 2014[37].
- Romare Bearden - A black odyssey, exposition itinérante : Musée Amon Carter, Fort Worth, mai-août 2013[38] ; Chazen Museum of Art, Madison (Wisconsin), août-novembre 2013[39] ; Wallach Art Gallery (en), novembre 2014 - mars 2015[40].
- Paris - Odyssey - Romare Bearden, Columbia Global Centers, Paris 6e, janvier-février 2015[41].
- Romare Bearden : Pictures of America, Taubman Museum of Art (en), Roanoke (Virginie), janvier-juin 2017[42].
- Romare Bearden : Storyteller, Emily Lowe Gallery, Université Hofstra, Hempstead (New York), janvier-août 2018[43].
- Romare Bearden, visionary artist, Reginald F. Lewis Museum of Maryland African American History & Culture (en), Baltimore, novembre 2018 - mars 2019[44].
- Romare Bearden, artist as activist and visionary, exposition itinérante : National Civil Rights Museum, Memphis (Tennessee), juin 2019 - janvier 2020[45] ; David C. Driskell Center (en), College Park (Maryland)[46] ; Frick Art Museum (en), Pittsburgh, avril-septembre 2022[47] ; Long Island Museum (en), New York, février-mai 2023[17],[48].
- "Something over something else" : Romare Bearden's profile series, exposition itinérante : High Museum of Art, Atlanta, septembre 2019 - février 2020[49] ; Cincinnati Art Museum, Cincinnati, février-juin 2020[50],[51].
- Hemphill Fine Arts (en), Washington, novembre 2020 - janvier 2021[52].
- Romare Bearden : Abstraction, exposition itinérante : Gibbes Museum of Art, Charleston (Caroline du Sud), octobre 2021 - janvier 2022[53] ; University of Michigan Museum of Art (en), Ann Arbor, février-mai 2022[54],[55] ; Frye Art Museum (en), Seattle, juin-septembre 2022[56],[57].
- Romare Bearden, activist and advocate of the Promised Land, Brigham Young University Museum of Art (en), Provo (Utah), octobre 2022 - janvier 2023[58].
- Romare Bearden - Ways of working, Asheville Art Museum (en), Asheville, août 2023 - janvier 2024[59].

### Expositions collectives

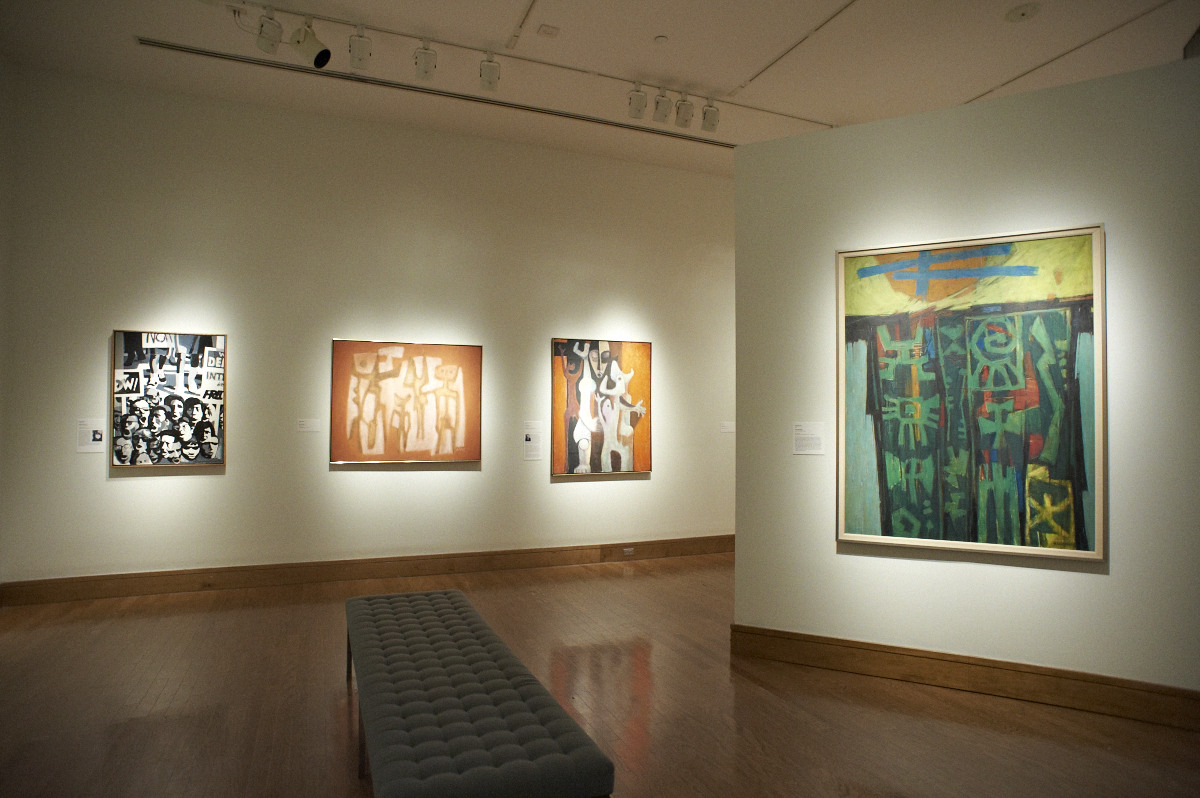
Birmingham Museum of Art, exposition du groupe Spiral, 2010-2011

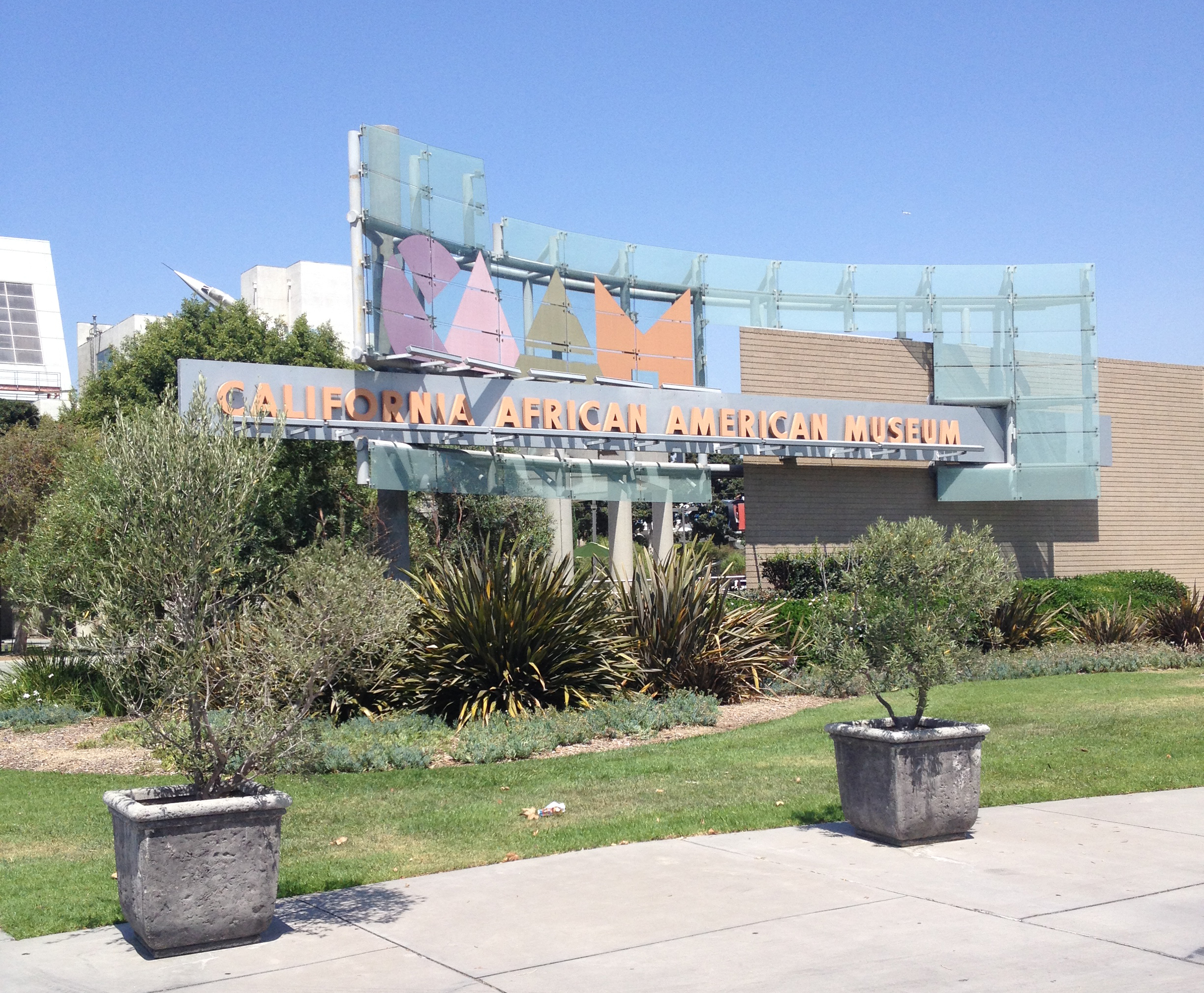
California African American Museum, Los Angeles

- Groupe Spiral (en) - First group showing works in black and white, exposition dans le local du groupe, 147 Christopher Street, New York, mai-juin 1965[12].
- Protest and hope - Leonard Baskin (en), Romare Bearden,, Chaim Gross (en), Red Grooms, Antonio Frasconi, Jacob Lawrence, Andy Warhol, Larry Rivers, George Segal, Robert Rauschenberg, The New School Art Center, New York, 1967[60].
- Blocked metaphors, Cordier & Ekstrom Gallery, New York, 1969[61].
- Deux cents ans de peinture américaine - Collection du musée Wadsworth Atheneum, Galeries Lafayette Haussmann, Paris, 1989[62].
- Le siècle du jazz, Musée du quai Branly, Paris, mars-juin 2009[63].
- Groupe Spiral (en) - Perspectives on an African American Art collective, Birmingham Museum of Art, Birmingham (Alabama), décembre 2010 - avril 2011[10].
- The Bearden project, Studio Museum in Harlem, novembre 2011 - mars 2012.
- Romare Bearden - Andy Warhol, The Andy Warhol Museum, Pittsburgh, février 2012[64].
- The Harriet and Harmon Kelley collection of African American Art : works on paper, California African American Museum, Los Angeles, juillet-septembre 2013[65].
- Soul of a Nation - Art in the age of Black Power, exposition itinérante : Tate Modern, Londres ; Crystal Bridges Museum of American Art, Bentonville ; Brooklyn Museum, New York, 2017-2018[66].
- Être moderne - Le MoMA à Paris, Fondation d'entreprise Louis-Vuitton, Paris, octobre 2017 - mars 2018[67].
- Truth and beauty - Charles White (en) and his circle, Michael Rosenfeld Gallery, New York, septembre-novembre 2018[68].
- African America Art in the twentieth-century, Cornell Fine Arts Museum (en), Winter Park (Floride), septembre-octobre 2019[69].
- Riffs and relations : African American artists and the European modernist tradition, Phillips Collection, Washington, juin 2020 - janvier 2021[70].
- Creating community : Cinque Gallery artists, Art Students League of New York, mai-juin 2021[13].
- American Art from the Thyssen collection, Musée Thyssen-Bornemisza, Madrid, décembre 2021 - juin 2022[71].
- America entre rêves et réalités - La collection du Hirschhorn Museum and Sculpture Garden, Musée national des beaux-arts du Québec, juin-septembre 2022[72].
- Form, Figure, Abstraction, DC Moore Gallery, New York, septembre-octobre 2022.
- Bearden / Picasso : Rythms and reverberations, Mint Museum (en), Charlotte (Caroline du Nord), février-mai 2023[73],[74].
- African American masterworks of the Paul R. Jones collection at the University of Alabama, Louisiana State University Museum of Art, Baton Rouge, août 2023[75].
- Chère Caresse : Art in the Crosby papers, Southern Illinois University Museum (en), Carbondale (Illinois), août 2023[76].
- I've seen the wall - Louis Armstrong auf Tour in der DDR, 1965, Das Minsk Kunsthaus (de), Potsdam, septembre 2023 - février 2024[77].

## Réception critique

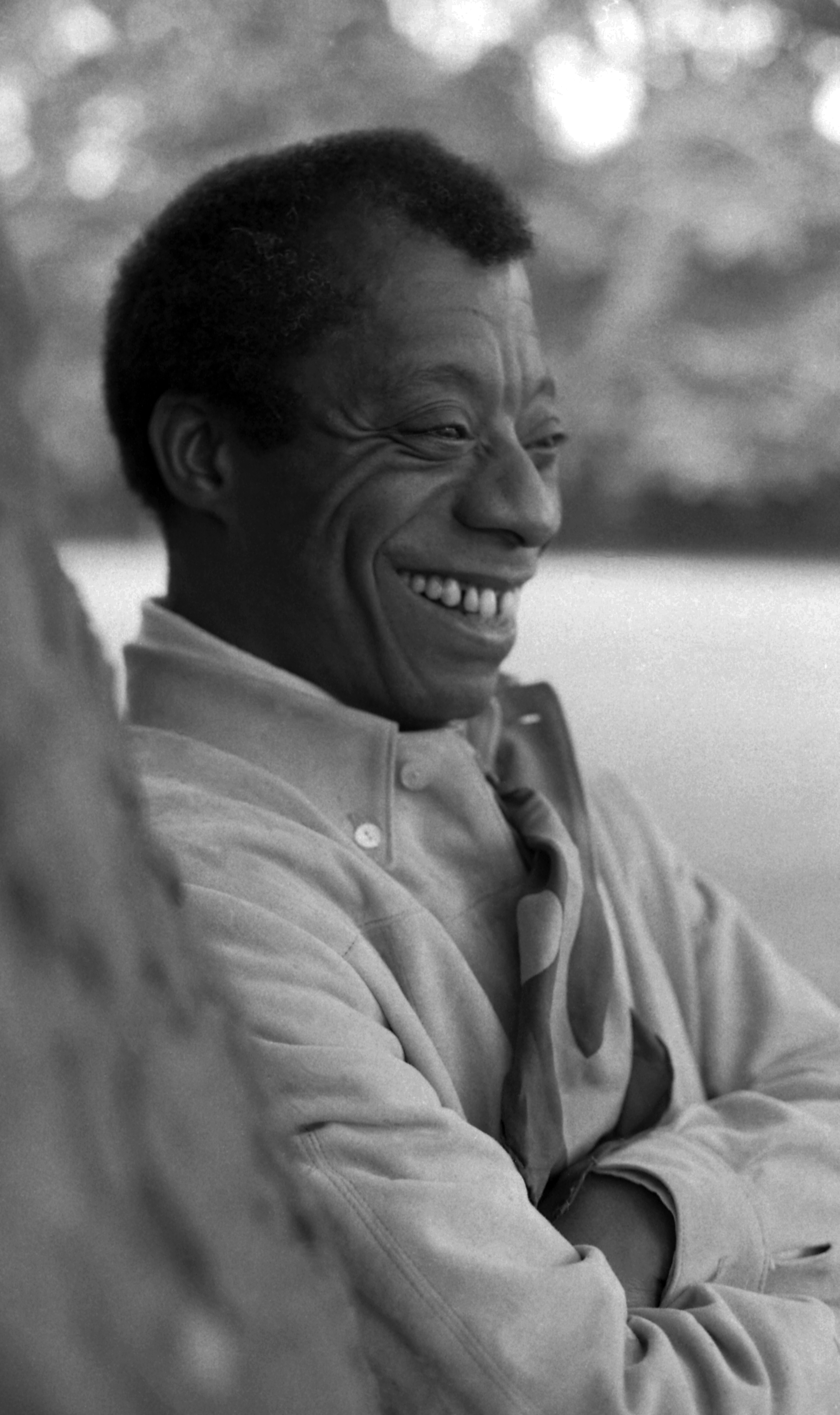
James Baldwin

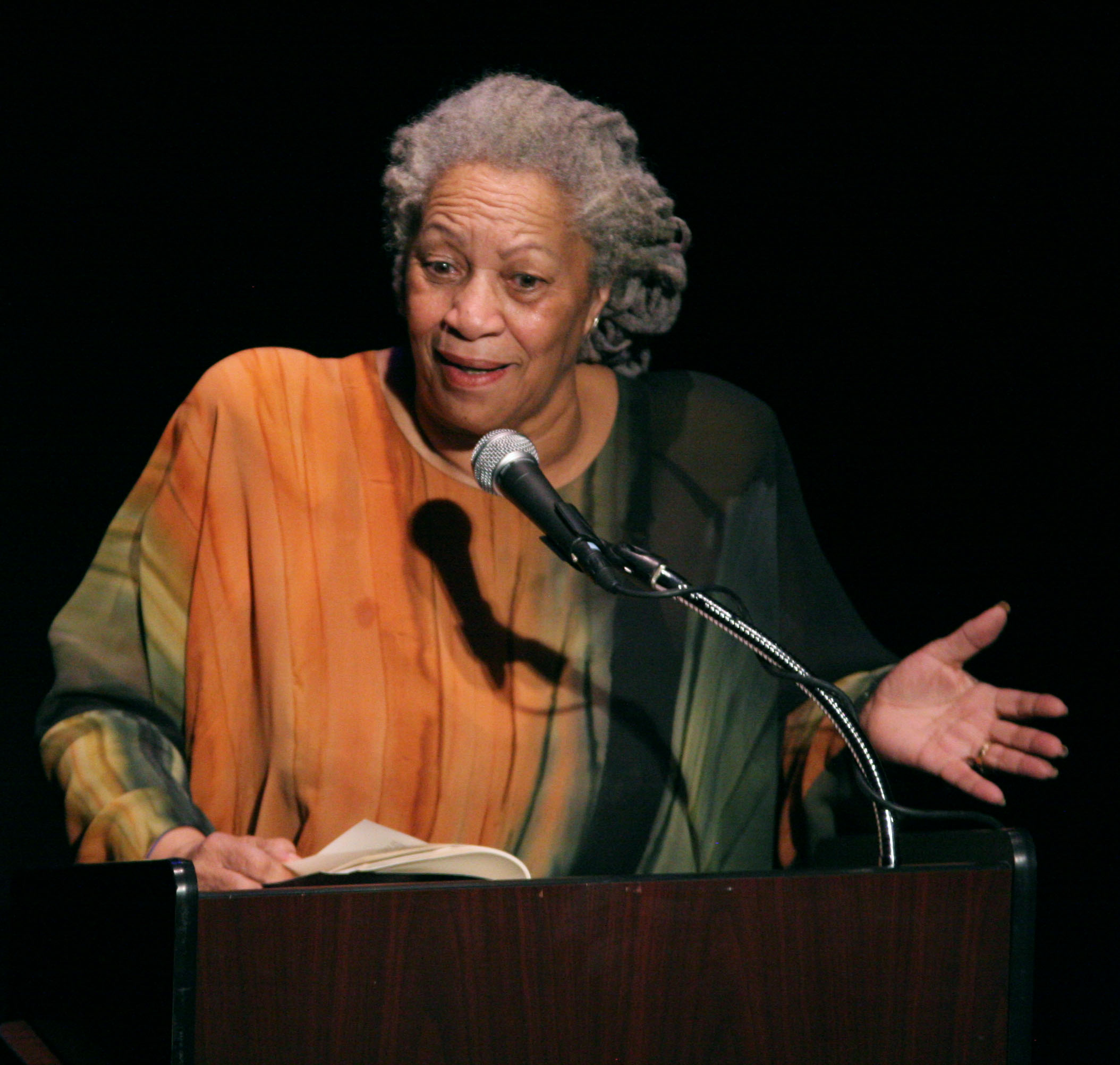
Toni Morrison

- « C'est l'univers des Noirs de la Nouvelle-Orléans et des grandes cités américaines que nous décrit, non sans l'humour du Pop Art, leur compatriote de couleur Romare Bearden qui a appris le métier avec George Grosz à New York. Au début des années 1950, Romare Bearden vient à Paris où il rencontre l'écrivain James Baldwin, mais aussi Constantin Brâncuși et Georges Braque qui influença son style. Dans les années 1960, il participe à la lutte politique des Noirs américains at aux mouvements antiracistes. À partir de 1963, il introduit la techbique du collage dans son œuvre qui exprime plus directement, sous une forme proche du Pop Art, ses aspirations… Romare Bearden apparaît comme l'un des principaux artistes noirs américains d'après-guerre. » - Gérald Schurr[78]
- « Dans une première période, il peignait dans l'esprit d'un réalisme social. Dans une facture classique, il peignit ensuite des scènes de La Bible et de L'Odyssée. Dans les années cinquante, certaines sources mentionnent une période d'expressionnisme abstrait. Dans sa maturité, à travers ses tableaux, il décrit le monde des Noirs dont il fait partie. Dans ses représentations de scènes de rue des grandes villes américaines, Noirs de Harlem ou du Sud, musiciens de jazz, il utilise volontiers des collages et introduit différents mass-medias dans l'esprit du pop art. » - Dictionnaire Bénézit[62]
- « L'art de Romare Bearden est né de l'interaction féconde entre l'improvisation la plus libre et une recherche rigoureuse. Sa réponse créatrice aux choses qui "arrivaient" au fur et à mesure de l'élaboration d'une œuvre s'organisait de manière analogue à ce qui se passe dans un concert de jazz traversé par l'improvisation… En même temps, son esprit analytique et exigeant le poussait à lire avec voracité, à examiner avec rigueur les questions théoriques et à fonder sur une étude approfondie de l'art universel les choix qu'il faisait pour son propre travail. Spontanéité ne signifiait jamais laisser-aller, de même que la recherche n'empêchait jamais la légèreté… Comment son extraordinaire puissance de concentration sur la structure, la mise en espace et la dynamique visuelle d'une surface plane coïncidait-elle avec son talent pour saisir la pulsation de scènes urbaines, les fragrances complexes d'un jardin du sud, les sonorités moelleuses et la fougue percussive d'une jam-session ou l'atmosphère étouffante des bayous de Louisiane, qui ont signé de manière indélébile sa réputation d'artiste américain ? Et sur l'île de Saint-Martin, comment son souci des propriétés formelles d'un tableau allait-il de pair avec sa capacité à saisir l'exubérance d'un danseur de carnaval, l'absolu détachement d'un obeah en transe, la luxuriante moiteur d'un jardin tropical ou la magie d'un coucher de soleil rouge vif dans les Caraïbes ? » - Sally et Richard Price[9]
- « I am convinced that among the reasons Bearden must be widely viewed in galleries, should occupy the burgeoning attention of scholars to African American Art, is only partly canon formation ; is only minimammy the quenching of nationalistic desire ; is supplementally a tribute to his genius. The more significant reason in the exploration of the resonances, alignments, the connections, the intergenre sources of African American Art in the resounding aesthetic dialog among artists… The dialog between Bearden and jazz music and musicians is an obvious beginning. The influence writers acknowledge is a further step. » - Toni Morrison[79]

## Collections publiques

### Espagne
- Musée Thyssen-Bornemisza, Madrid, Sunday after sermon, collage 101,6 × 127 cm, 1969[80].

### États-Unis

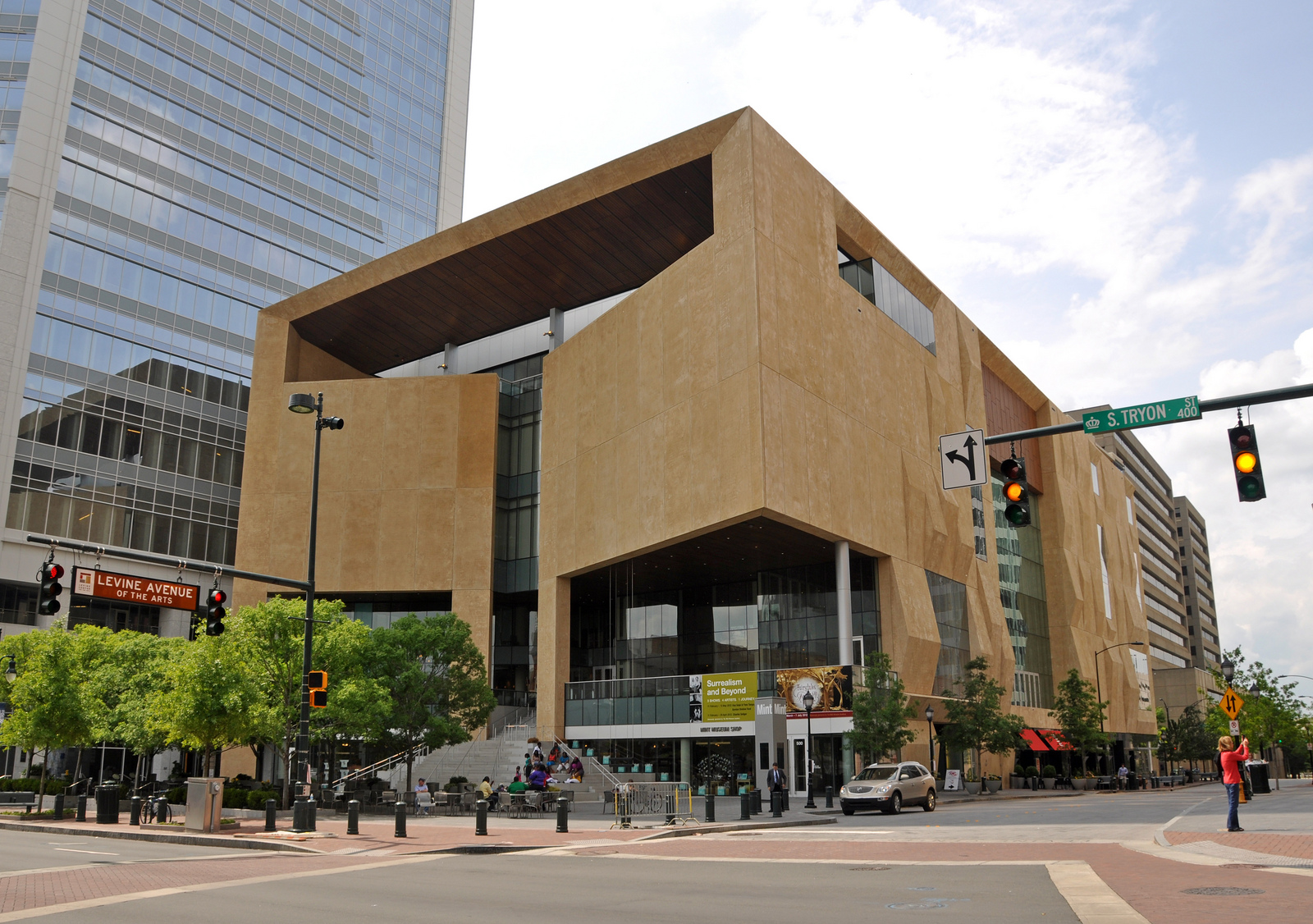
Mint Museum, Charlotte (Caroline du Nord)

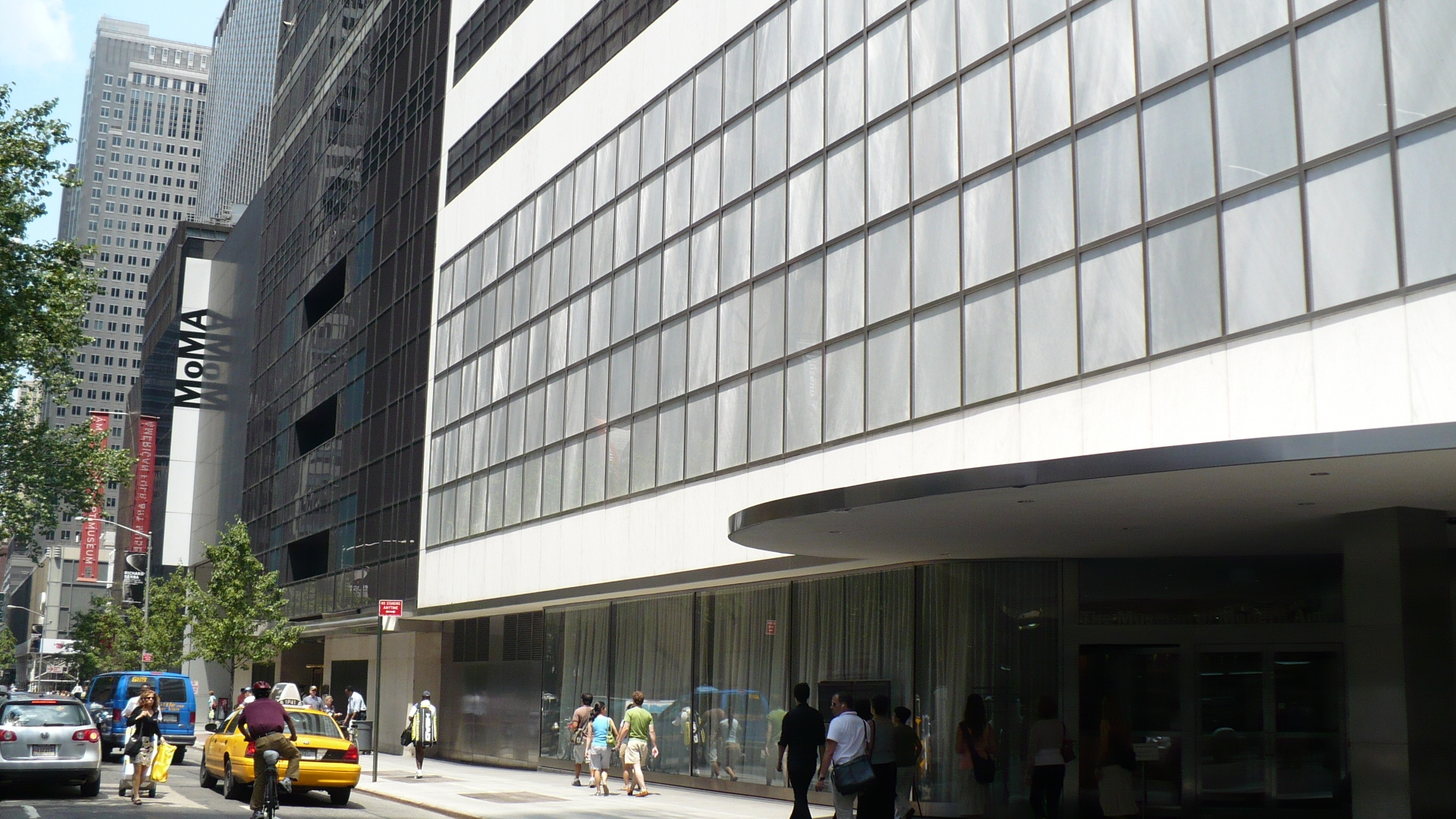
Museum of Modern Art, New York

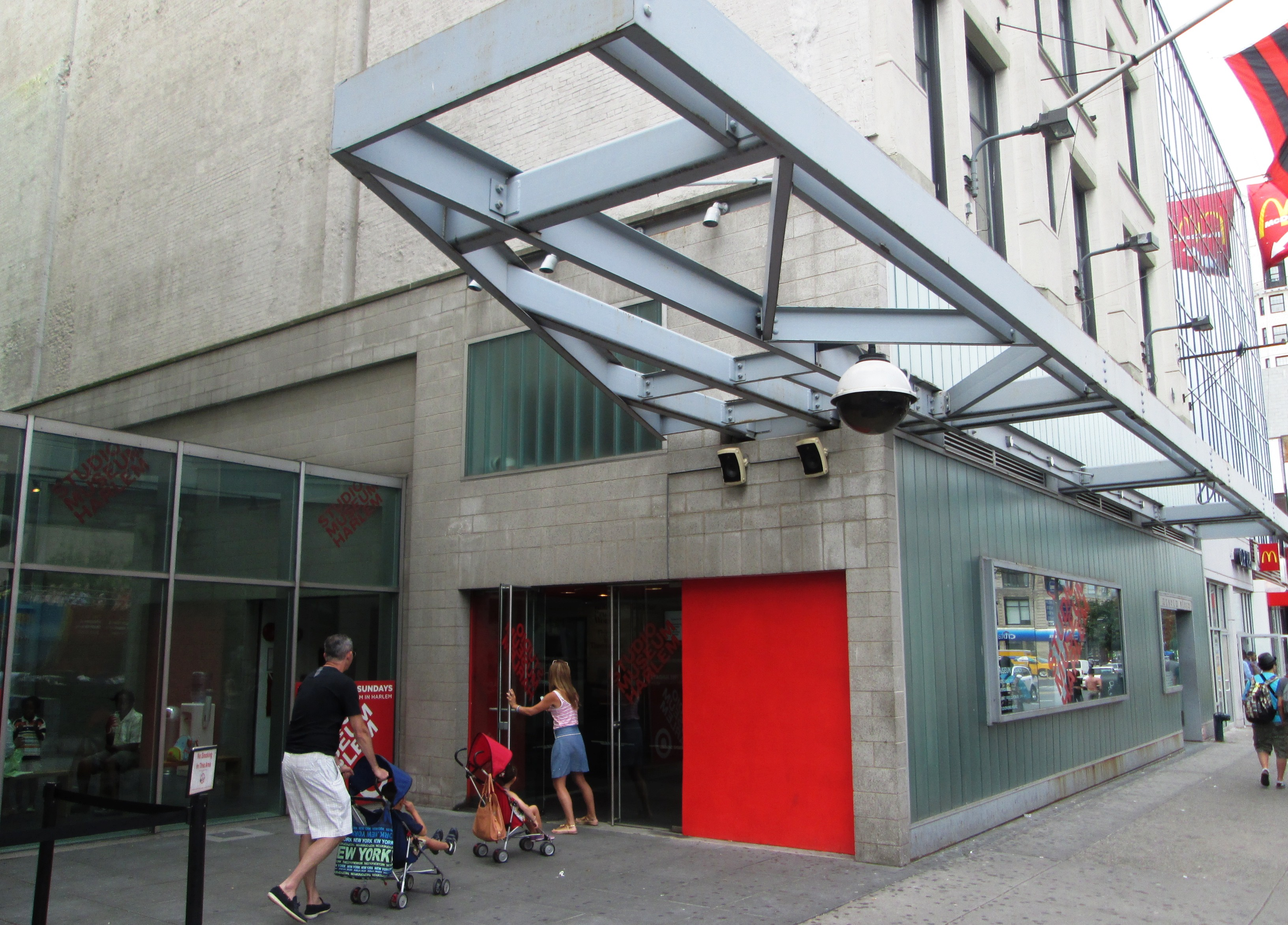
Studio Museum in Harlem, New York

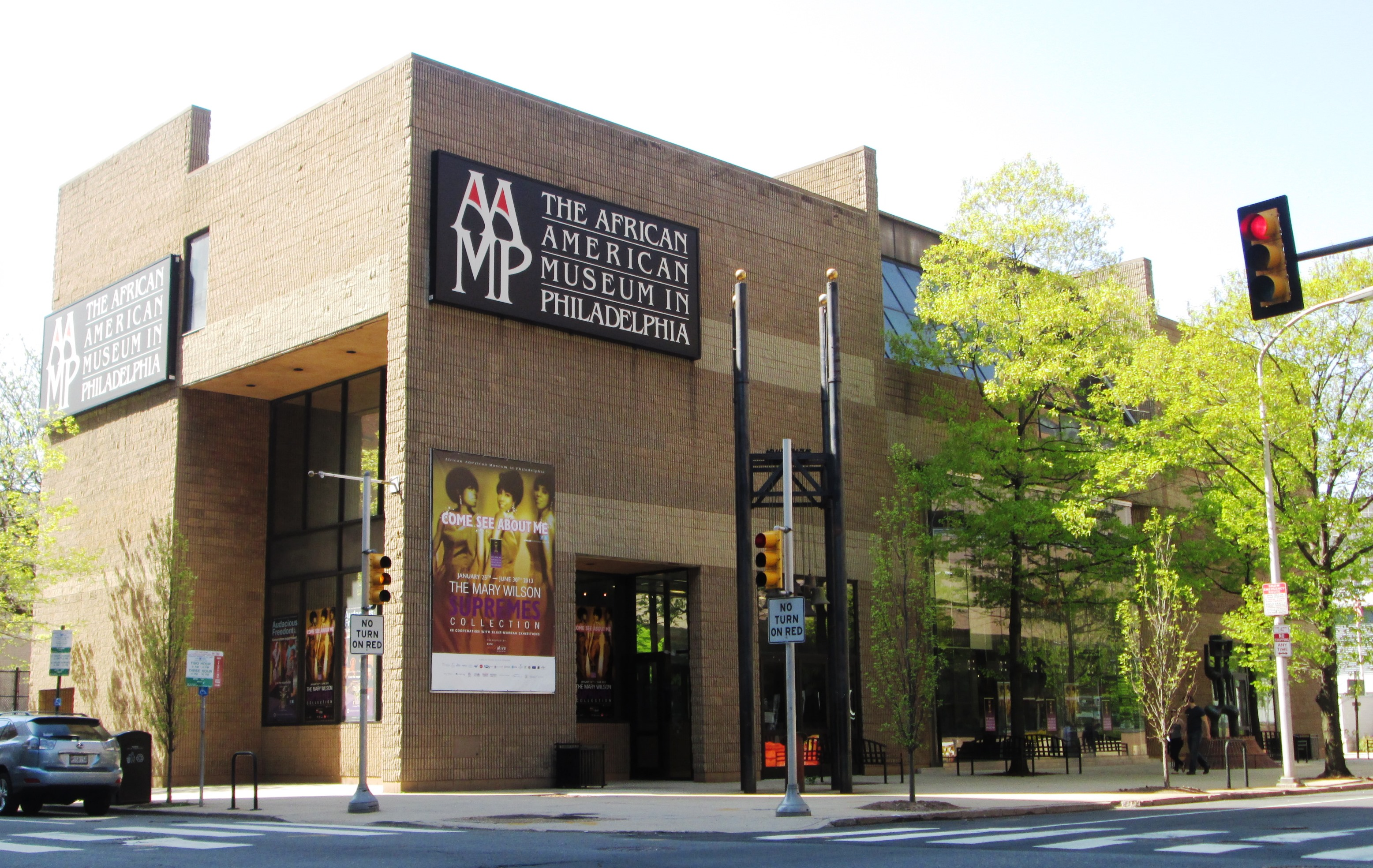
African American Museum in Philadelphia

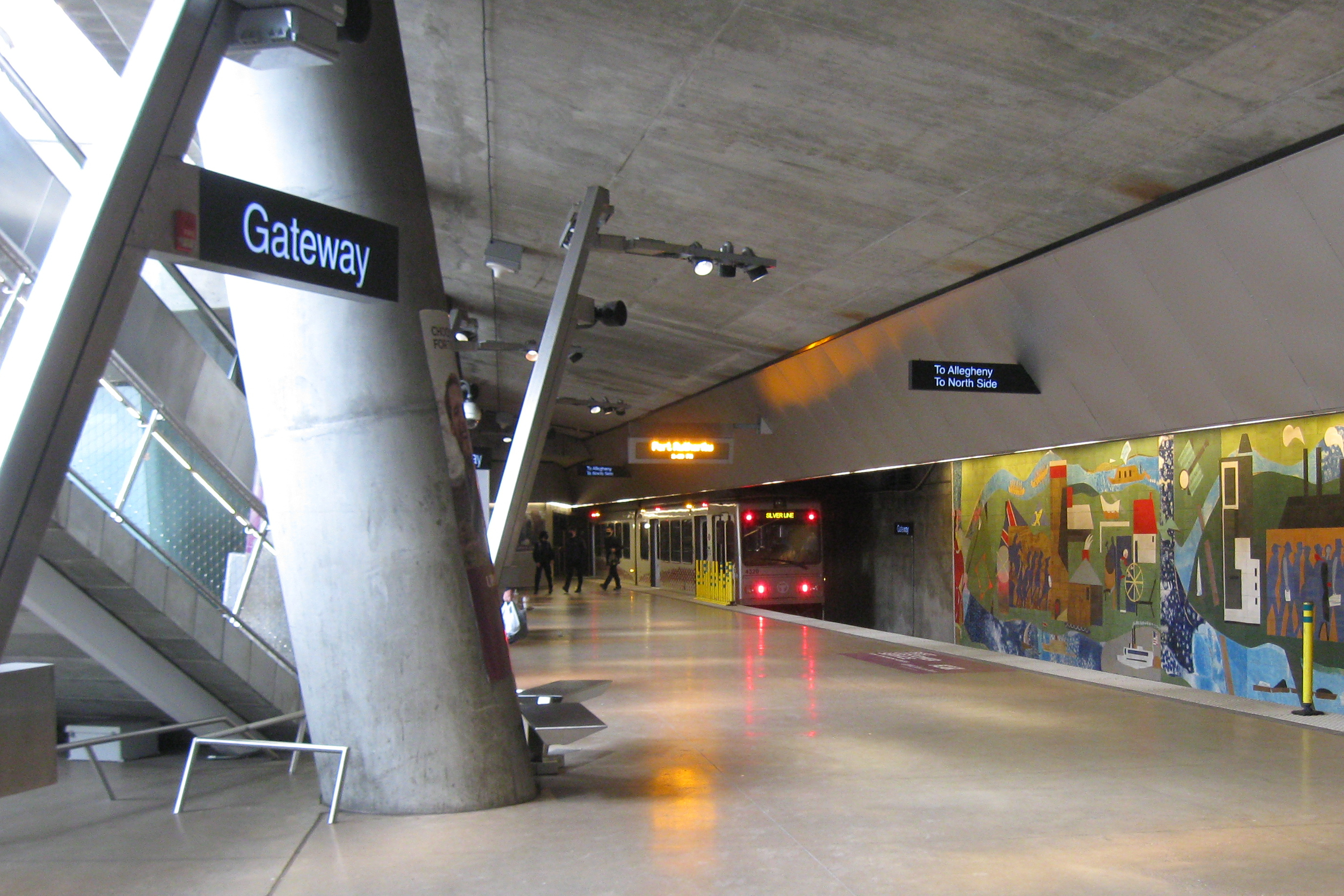
Station de métro Gateway Station, Pittsburgh

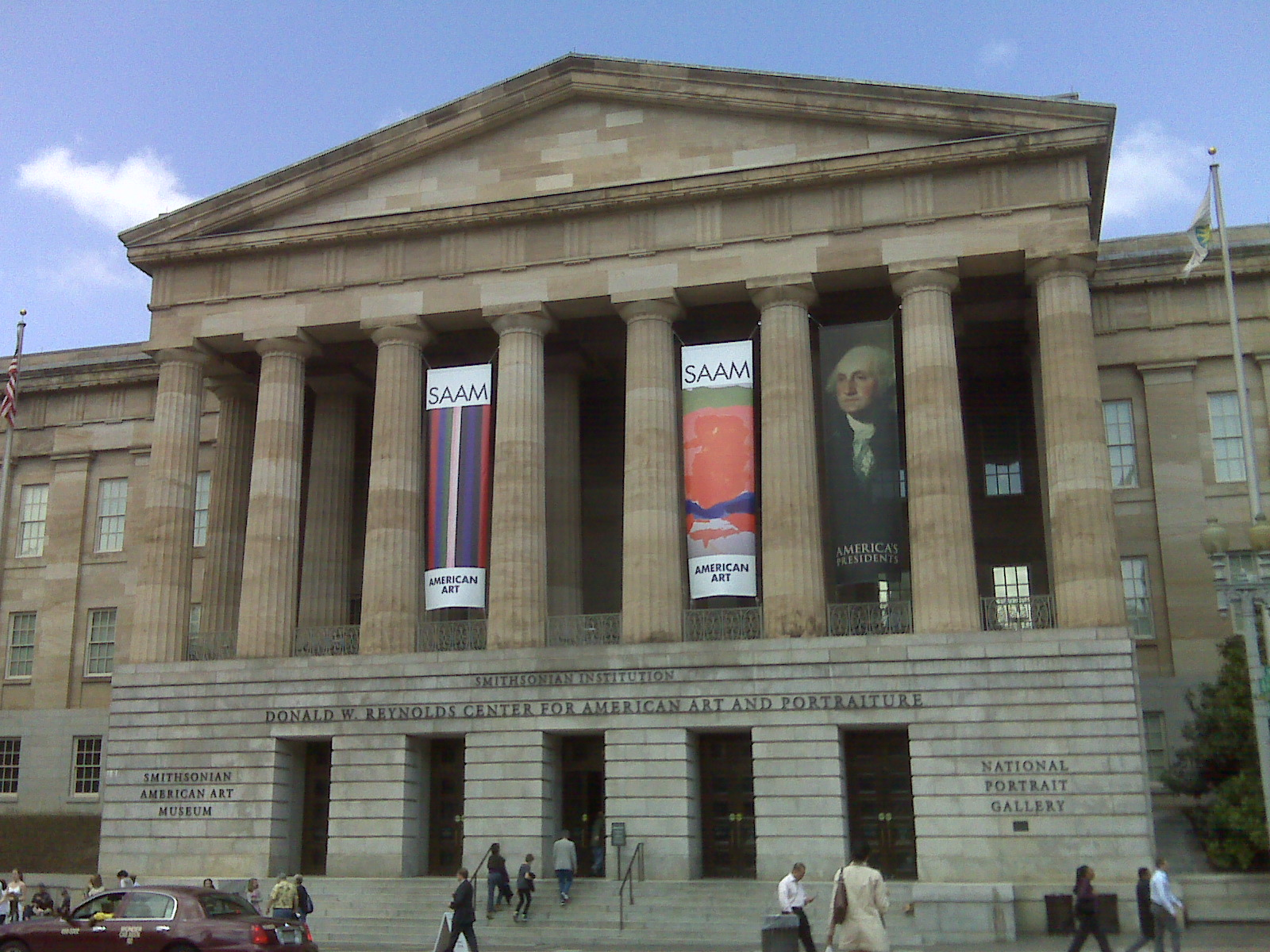
Smithsonian American Art Museum, Washington

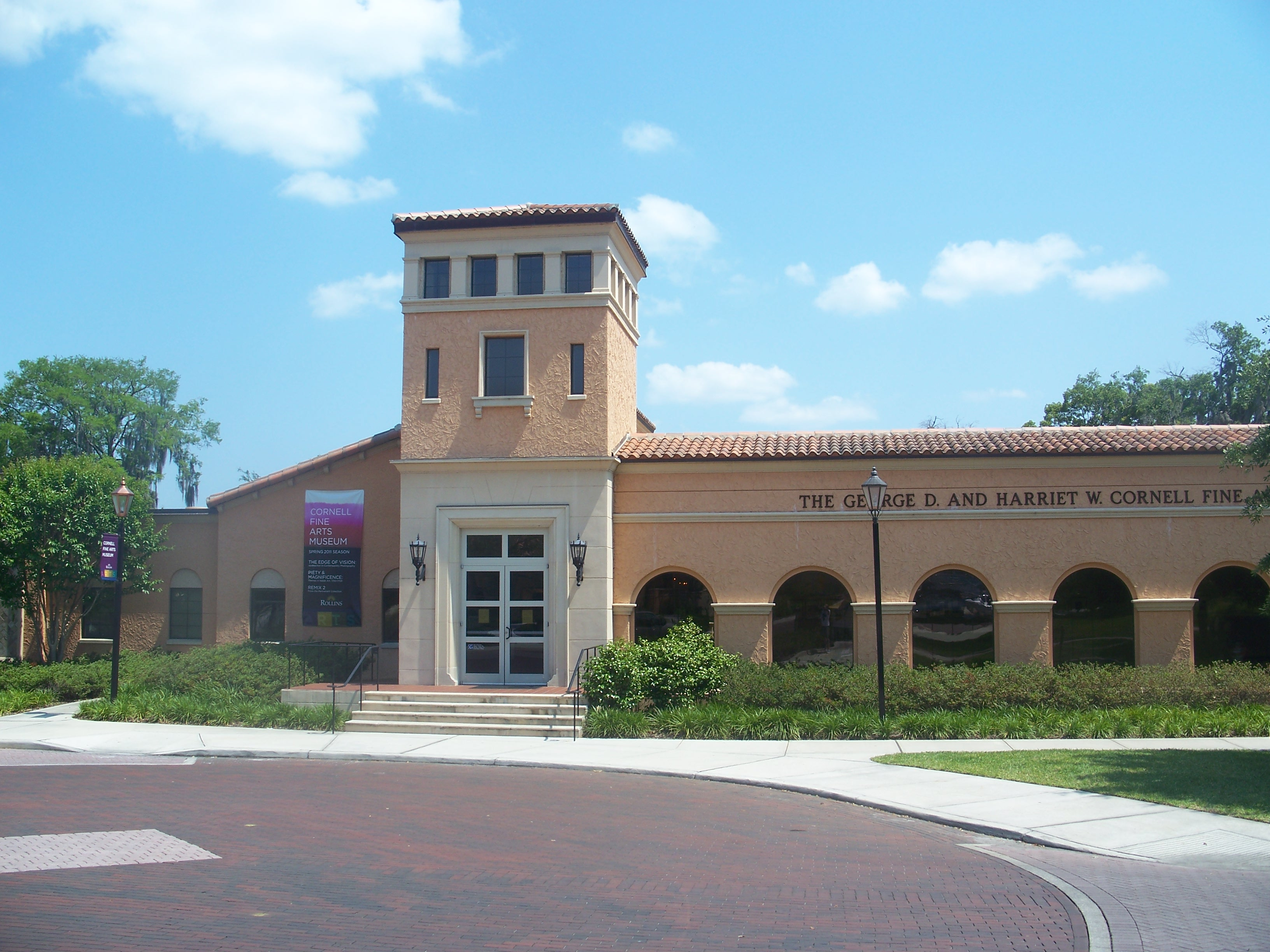
Cornell Fine Arts Museum, Winter Park (Floride)

- Petrucci Family Foudation, Asbury (New Jersey) (en), 3 œuvres[81].
- Hammonds House Museum (en), Atlanta.
- High Museum of Art, Atlanta[49].
- Art Museum of Southeast Texas (en), Beaumont (Texas)
- Municipalité de Berkeley (Californie), The city and the people, fresque murale[82].
- Musée d'Art de l'université de l'Indiana, Bloomington (Indiana).
- Musée des Beaux-Arts, Boston.
- Bowdoin College Museum of Art (en), Brunswick (Maine).
- Galerie d'art Albright-Knox, Buffalo (New York), Le retour du fils prodigue, technique mixte et collage sur toile 133x158cm, 1967[83].
- Musées d'Art de Harvard, Cambridge (Massachusetts), 11 œuvres[84].
- Canton Museum of Art (en), Canton (Ohio).
- Clay Center for Arts and Sciences (en), Charleston (Virginie-Occidentale).
- Charlotte Macklenburg Library, Charlotte (Caroline du Nord).
- Mint Museum (en), Charlotte (Caroline du Nord), 6 œuvres[85].
- Art Institute of Chicago, 5 œuvres[86].
- DePaul University Art Museum, Chicago.
- Terra Foundation for American Art (en), Chicago, After church, gouache 56x87,6cm, 1941[87].
- Cleveland Museum of Art, Cleveland, Open door, lithographie, 1979[88].
- Museum of Art and Archaelogy (en), Columbia (Missouri), 5 lithographies, 1 sérigraphie[89].
- Musée d'Art de Dallas, Soul Three, collage, 1968[90].
- Figge Art Museum (en), Davenport (Iowa).
- Davidson College Art Galleries, Davidson (Caroline du Nord), Evening - 461, Lenox Avenue, collage, 1964[91].
- Detroit Institute of Art, Détroit (Michigan), Stamping Ground, collage 22,2x27,9cm, 1971[92].
- Université d'État de Wayne, Détroit (Michigan), Dans le jardin, lithographie, 1979[93].
- Nasher Museum of Art, Durham (Caroline du Nord), The Family, aquarelle et gouache, 1948[31].
- Mary and Leigh Block Museum of Art (en), Evanston (Illinois).
- Sacred Heart University (en), Fairfield (Connecticut), Slave Ship (hommage à Joseph Cinqué)[94].
- Grand Rapids Art Museum (en), Grand Rapids (Michigan)[37].
- Weatherspoon Art Museum (en), Greensboro.
- Bruce Museum of Arts and Science (en), Greenwich (Connecticut).
- Wadsworth Atheneum, Hartford (Connecticut).
- Hickory Museum of Art (en), Hickory (Caroline du Nord), Evening limited to Memphis, peinture et collage, 1987[25].
- Hofstra University Museum (en), Hommage à Mary Lou (la leçon de piano), lithographie, 1984[43].
- Honolulu Museum of Art, Honolulu.
- Heckscher Museum of Art (en), Huntington (New York).
- Thompson Collection, Indianapolis, Poseidon, the Sea-God enemy of Odysseus, collage, 1977[70].
- Cummer Museum, Jacksonville (Floride), Passions of Christ, huile sur toile, 1945[95].
- Jersey City Museum (en), Jersey City.
- Castellani Art Museum (en), Lewiston (New York).
- University of Kentucky Art Museum (en), Lexington (Kentucky), Circe into swine (suite Odysseus), sérigraphie, 1979[96].,
- Sheldon Museum of Art, Lincoln (Nebraska).
- Nora Eccles Harrison Museum of Art (en), Logan (Utah).
- Musée d'Art du comté de Los Angeles, 3 lithographies[97].
- Musée Hammer, Los Angeles, Before the first whistle, lithographie[98].
- Madison Museum of Contemporary Art, Madison (Wisconsin), 3 œuvres[99].
- Pérez Art Museum Miami[100].
- Université Wesleyenne (Olin Library), Middletown (Connecticut), Mr. Picasso, collage 27x20cm[101].
- Milwaukee Art Museum, Milwaukee, The Street, collage.
- Minneapolis Institute of Art, Minneapolis, Factory workers, gouache 95x73cm, 1942[102].
- Weisman Art Museum, Minneapolis.
- Montclair Art Museum (en), Montclair (New Jersey).
- Art Museum of West Virginia University, Morgantown (Virginie-Occidentale).
- Newark Museum, Newark (New Jersey).
- New Britain Museum of American Art, New Britain (Connecticut).
- Yale University Art Gallery, New Haven.
- Brooklyn Museum, New York[28].
- Metropolitan Museum of Art, New York, Paté de maisons, technique mixte, fresque en 6 panneaux, 122x549cm en tout[103].
- Musée juif de New York, Josué à Jéricho, collage 21,3x29,5cm, 1977-1978[104].
- Museum of Modern Art, New York, 24 œuvres[105],[19],[106] :
- Studio Museum in Harlem, New York.
- Université de New York, L'Adoration des mages, aquarelle, 1945[107].
- Gare IRT de Westchester (en), Westchester Square (Bronx) (en), New York, ''City of light, vitraux de Romare Bearden et du maître-verrier Benôit Gilsoul[108],[109].
- Whitney Museum of American Art, New York[110].
- Chrysler Museum of Art, Norfolk (Virginie), Tidings, estampe, vers 1970[111].
- Fred Jones Jr. Museum of Art (en), Norman (Oklahoma).
- Smith College Museum of Art, Northampton (Massachusetts), Untitled from the Iliad series, vers 1947[112].
- Orlando Museum of Art, Orlando (Floride).
- African American Museum in Philadelphia, Philadelphie[113].
- Brandywine Workshop and Archives (en), Philadelphie[114].
- Pennsylvania Academy of the Fine Arts, Philadelphie, 5 œuvres[115].
- Philadelphia Museum of Art, Philadelphie.
- Station de métro Gateway Station (en), Pittsburgh, fresque murale[47].
- Portland Art Museum, Portland (Oregon), 4 œuvres[116].
- Portland Community College (en), Portland (Oregon), Three Women (Easter sunday), lithographie[117].
- Neuberger Museum of Art, Purchase (New York)[118].
- North Carolina Museum of Art, Raleigh, 2 œuvres[119].
- Musée des Beaux-Arts de Virginie, Richmond (Virginie), Three Folk musicians, collage et technique mixte, 1967[120],[121].
- Memorial Art Gallery, Rochester (New York).
- Crocker Art Museum, Sacramento, Mother and child, technique mixte, 1968[122].
- The Horseman Foundation, Saint-Louis (Missouri), Le vieux couple, collage 15,2x22,9cm, 1978[123].
- Mildred Lane Kemper Art Museum (en), Saint Louis (Missouri), Black Venus, 1968[124].
- Musée d'Art de Saint-Louis (Missouri), Summertime, collage, 1967[125].
- National Blues Museum (en), Saint-Louis (Missouri)[126].
- Minnesota Museum of American Art (en), Saint Paul (Minnesota).
- Musée d'Art moderne de San Francisco, Three men, collage 146x105,7cm, 1966-1967[127].
- The Frances Young Tang Teaching Museum and Art Gallery (en), Saratoga Springs (New York).
- Savannah College of Art and Design Museum of Art, Savannah (Géorgie).
- The Johnson Collection, Spartanburg (Caroline du Sud), 2 œuvres[128].
- Arizona State University Art Museum, Tempe (Arizona).
- Musée d'Art de Toledo, Family dinner, collage 76,4x101,5cm, 1968[129].
- Université de l'Alabama, Tuscaloosa (Alabama), Sorcerers Village, sérigraphie, vers 1980[75].
- Brauer Museum of Art (en), Valparaiso (Indiana).
- Vero Beach Museum of Art (en), Jazz I, lithographie[130].
- Bibliothèque du Congrès, Washington.
- Hirshhorn Museum and Sculpture Garden, Washington.
- Howard University Gallery of Art, Washington.
- National Gallery of Art, Washington, 12 œuvres[131].
- Smithsonian American Art Museum, Washington, 18 œuvres[132],[133].
- Mattatuck Museum (en), Waterbury (Connecticut), Before the first whistle, collage, 1973[134].
- Cameron Art Museum (en), Wilmington (Caroline du Nord).
- Reynolda House of American Art (en), Winston-Salem, Alto Composite, 1974, et Moonlight Express, 1978, collages[135].
- Cornell Fine Arts Museum (en), Winter Park (Floride), Ritual Bayou, suite de 6 collages lithographiques, 1972[69].
- Butler Institute of American Art, Youngstown (Ohio), Hometime, collage et technique mixte, 1970[136].

City of light, grand escalier de la gare IRT de Westchester Square, New York
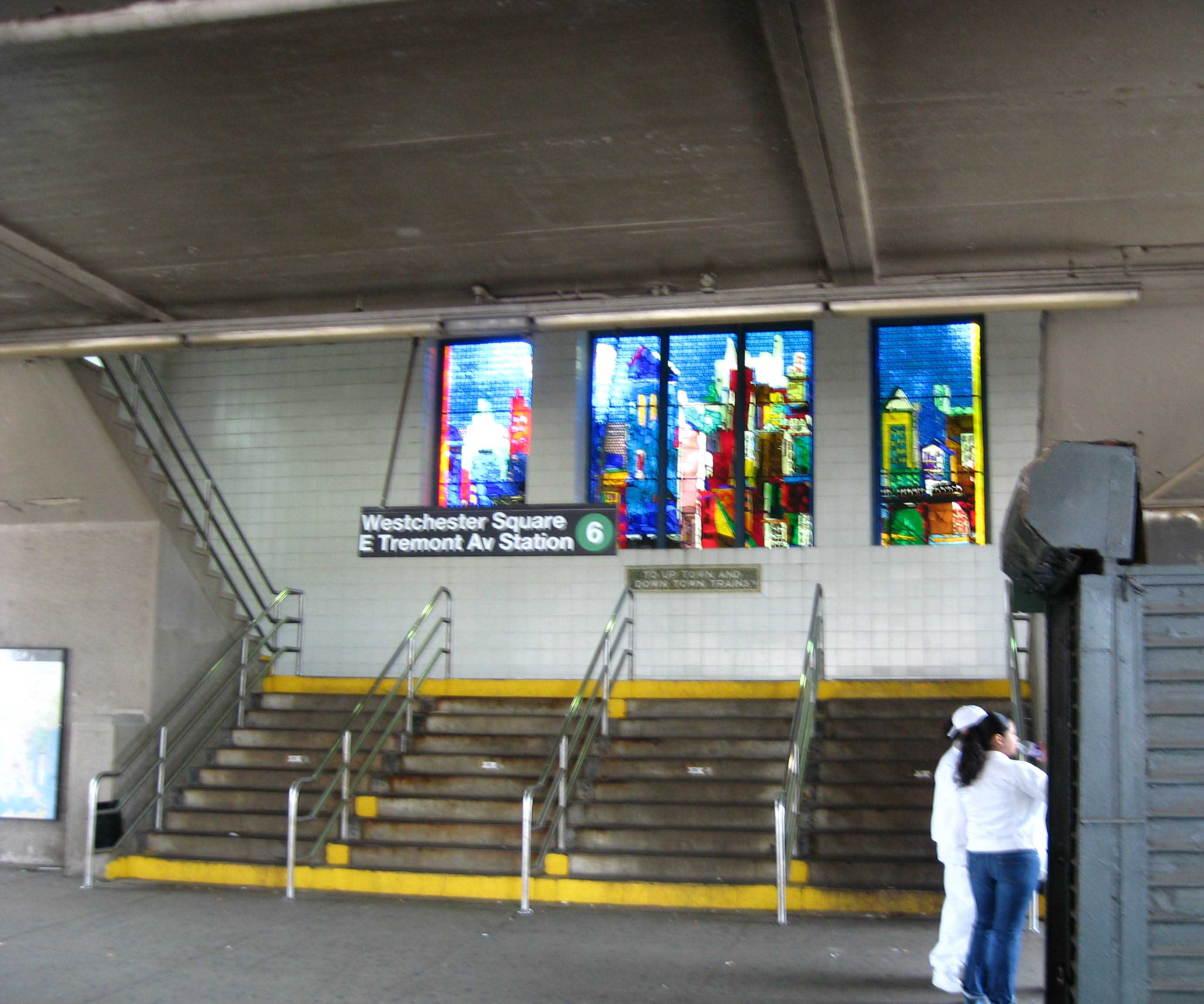
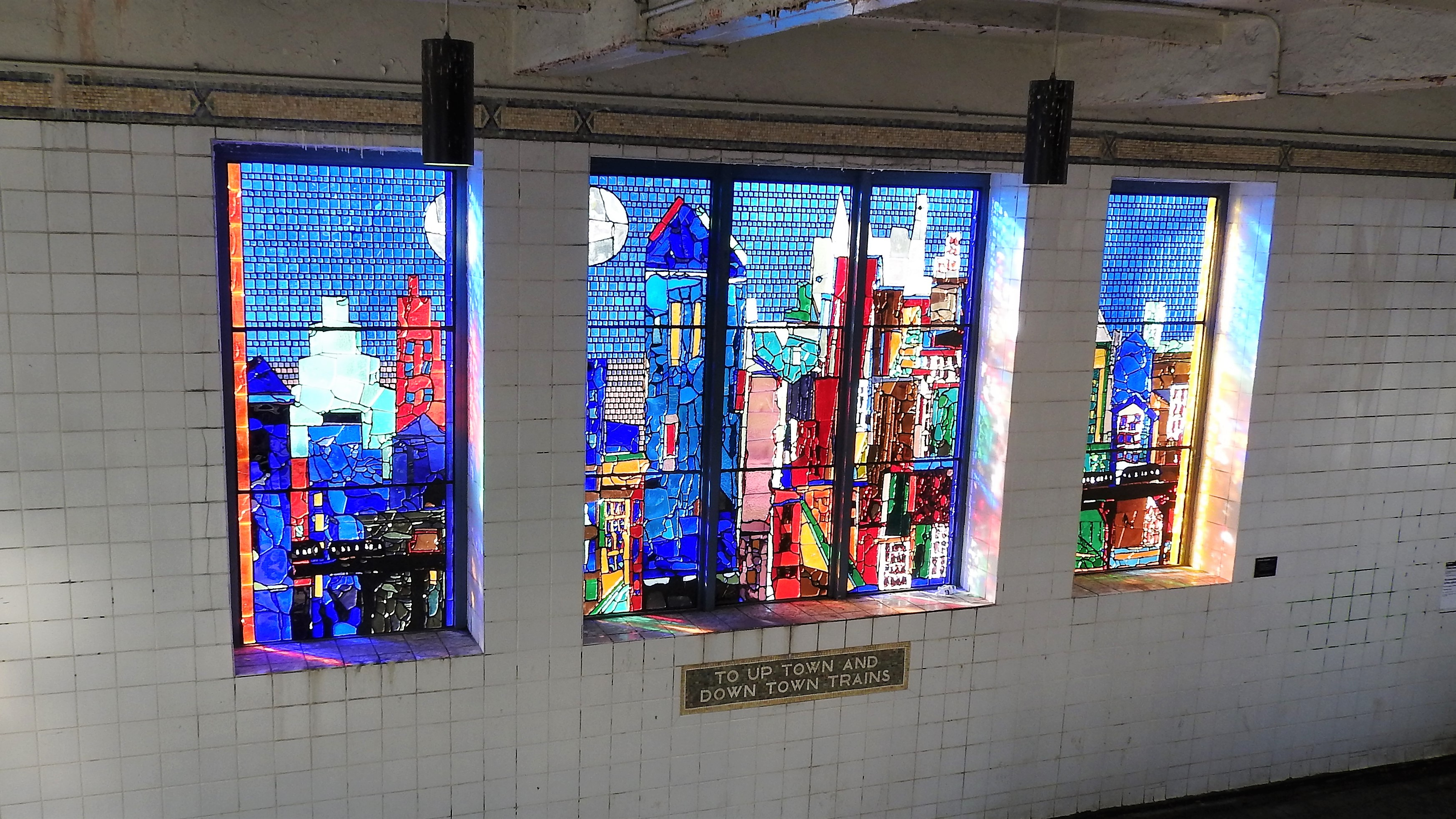

### Irlande
- Musée irlandais d'Art moderne, Dublin.

### Royaume-Uni
- Tate Liverpool[137].

## Œuvres (sélection)

### Peintures, collages, lithographies

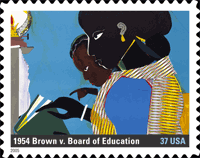
The lamp, timbre-poste, 2005

- La Passion du Christ, suite d'aquarelles, 1945[138].
- Ritual Bayou, suite de collages lithographiques, 1972[69].

### Livres illustrés
- Romare Bearden (avant-propos de Henry Louis Jr. Gates), Li'l Dan the drummer boy - - A Civil War story, Simon and Schuster books for young readers, 2003[139].

### Philatélie
- The Lamp ("To forma perfect union"), timbre-poste émis en 2005.
- Prevalence of Ritual - Conjur Woman (œuvre de 1974 conservée à la National Gallery of Art)[140], Conjonction (œuvre de 1971), Ulysse, Poseidon (œuvre de 1977), Falling Star (œuvre de 1979), 4 timbres-poste émis par l'United States Postal Service le 28 septembre 2011[141].

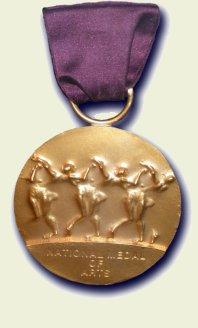
National Medal of Arts

## Distinctions et hommages

### Distinctions
- Freedom Fighyter Award, National Association for the Advancement of Colored People, Atlanta, 1978[16].
- Médaille Frederick Douglass, National Urban League, New York, 1978[16].
- National Medal of Arts, médaille remise par le président Ronald Reagan, 1987[142].

### Hommages
- Un jardin public de Charlotte (Caroline du Nord) porte le nom de Square Romare Bearden.

### Bibliographie

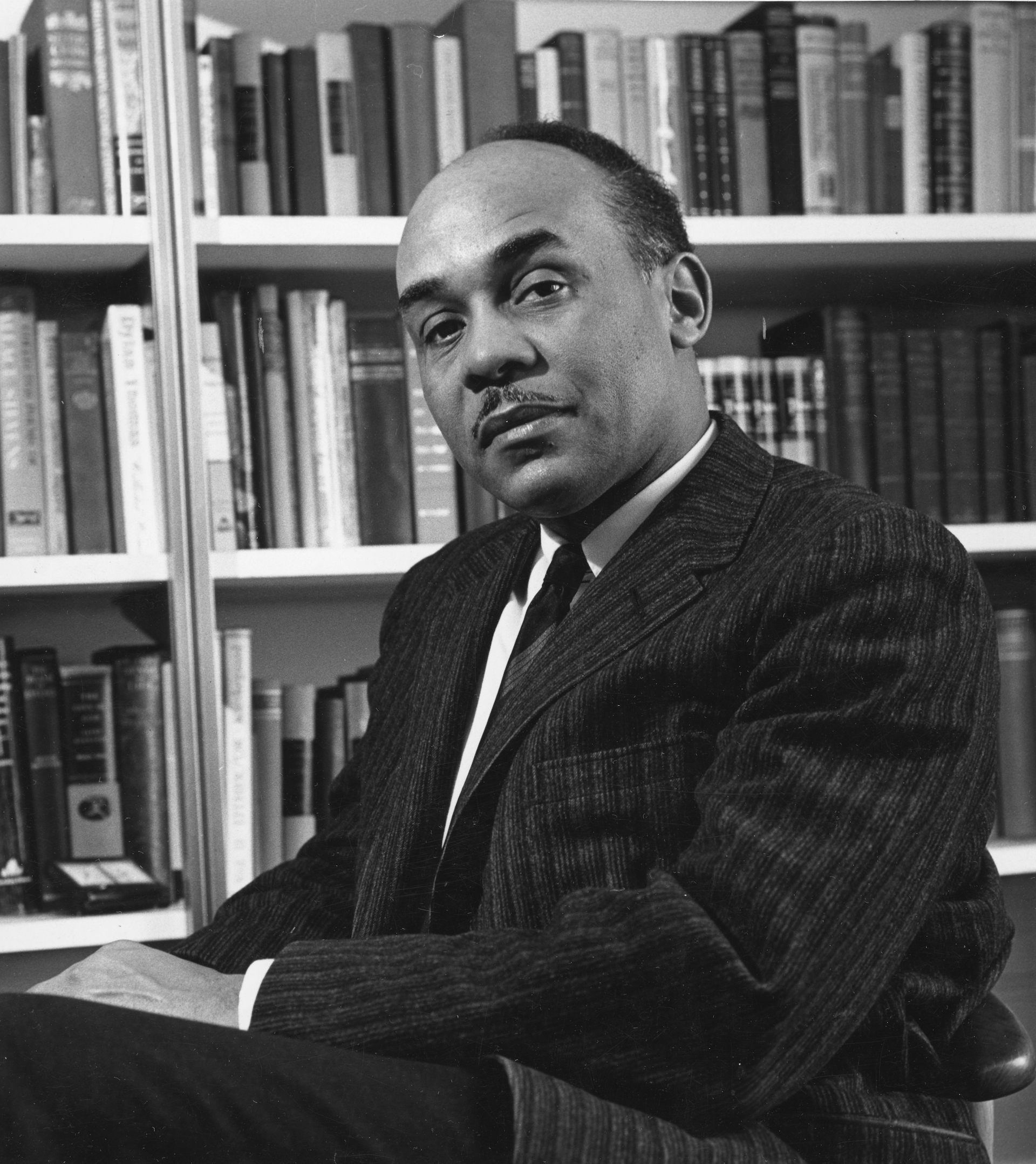
Ralph Ellison

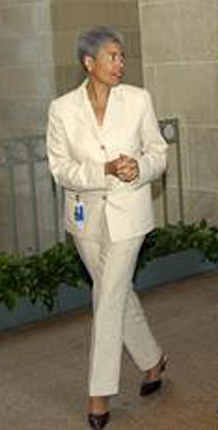
Sharon Patton

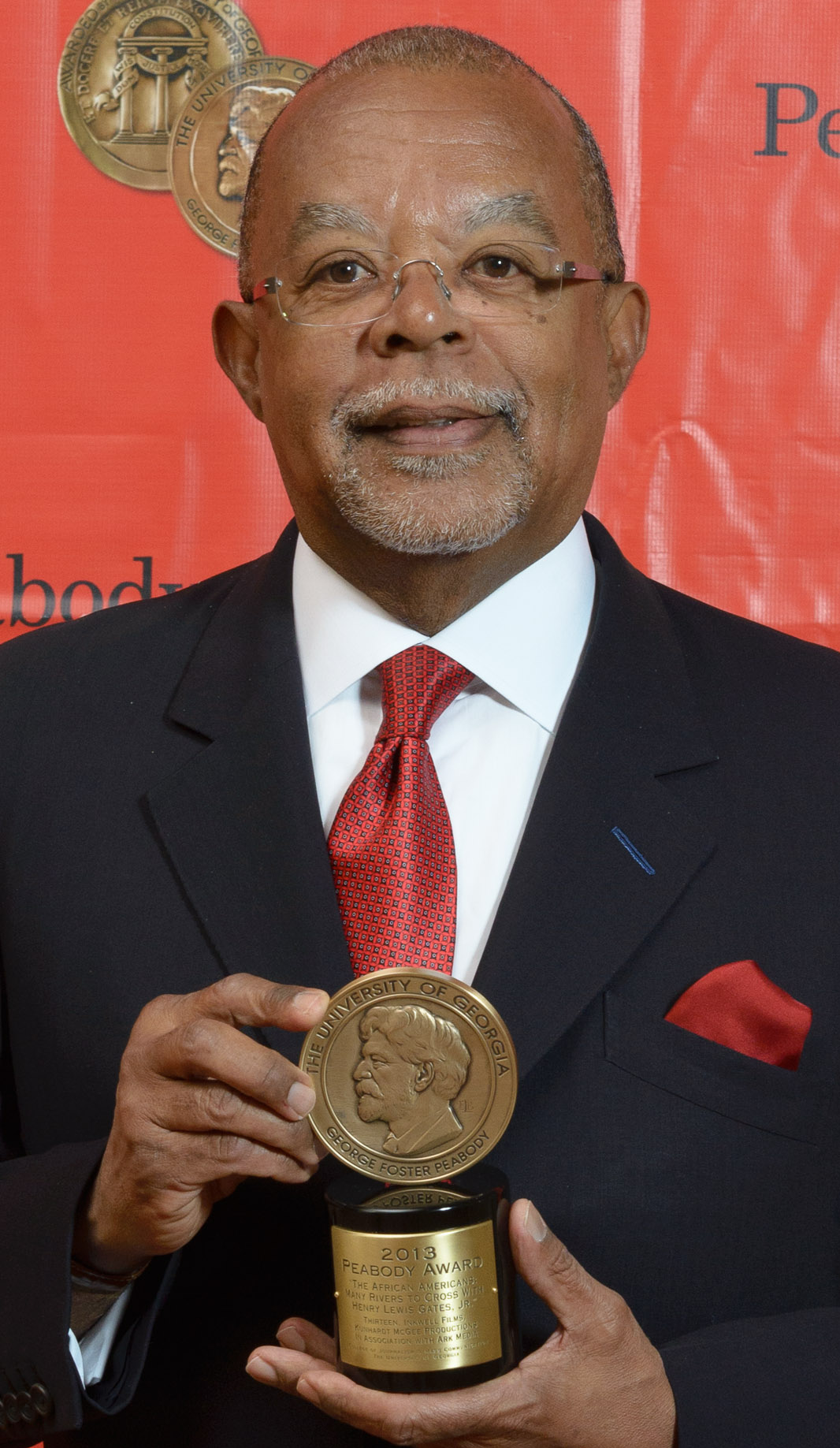
Henry Louis Gates Jr.

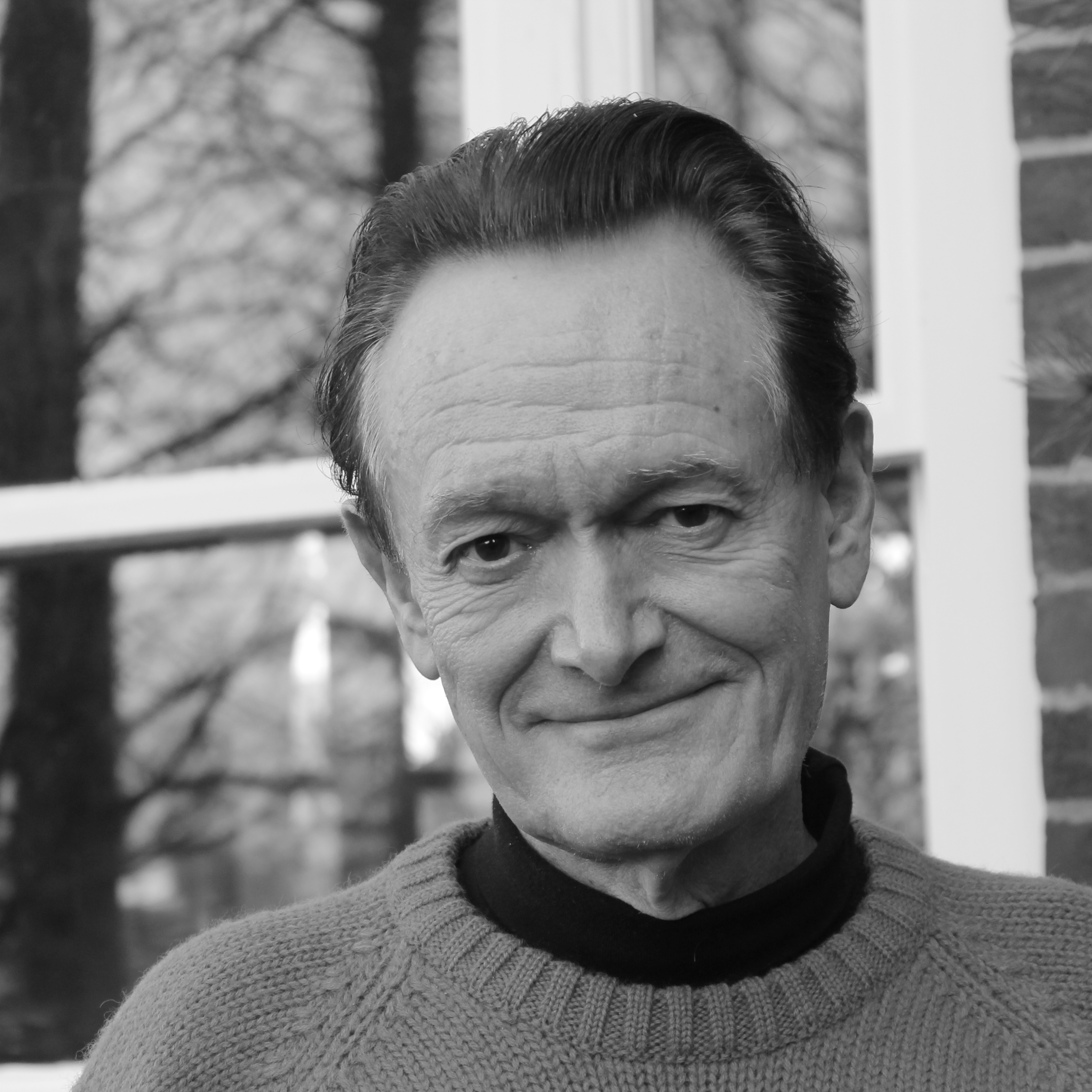
Martin Kemp

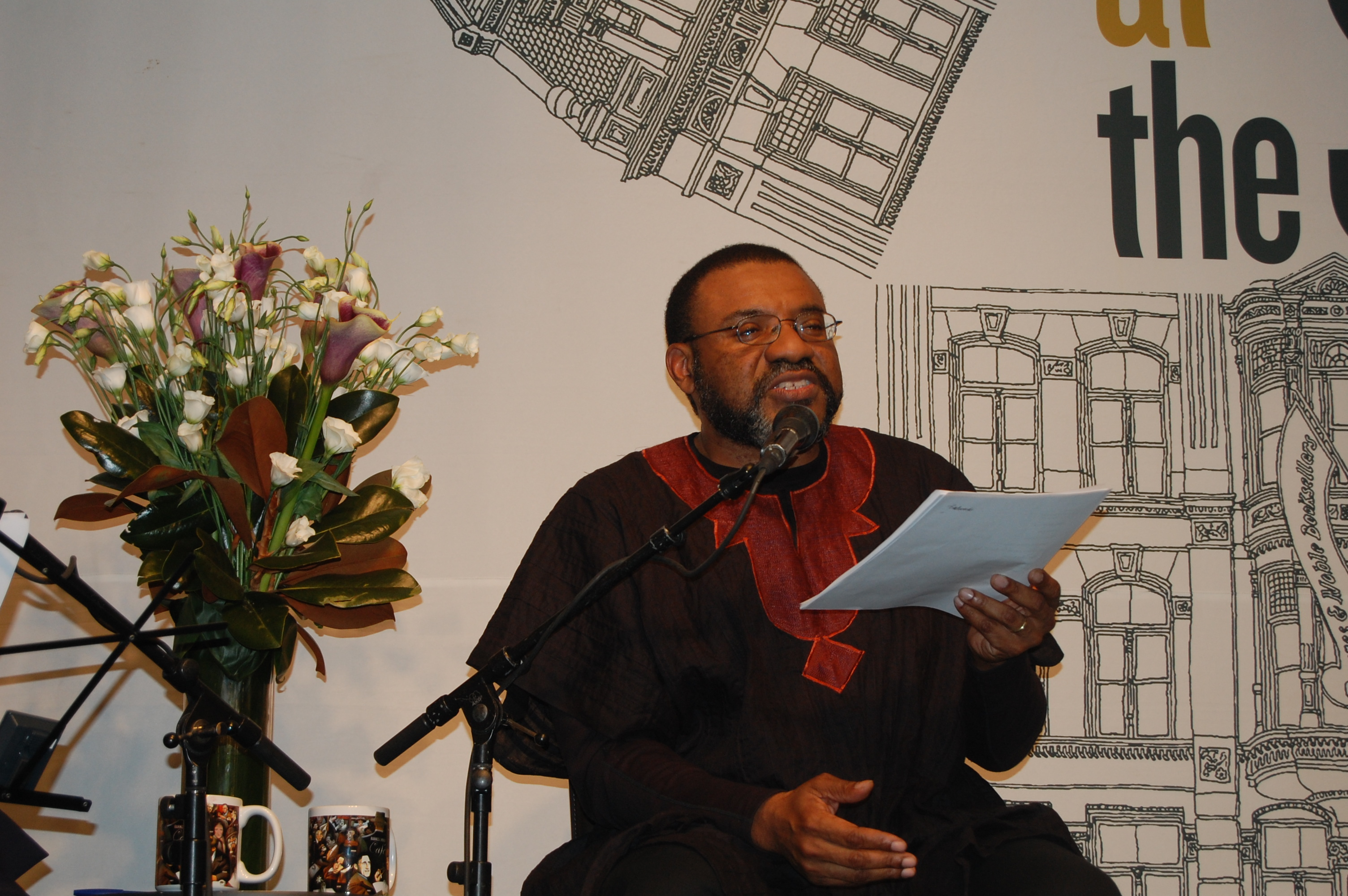
Kwame Dawes

### Vidéos

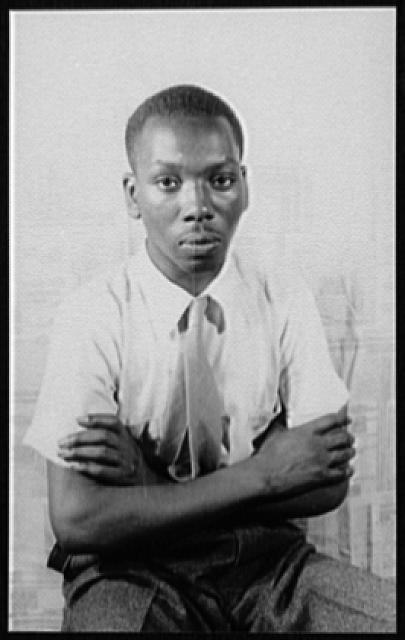
Jacob Lawrence

- Romare Bearden - Symbolism, San Francisco Museum of Modern Art, non daté (visionner en ligne - Source : San Francisco Museum of Modern Art ; durée : 3 min 02 s).
- Gail Levin (producteur) et Ben Shapiro (cameraman), Romare Bearden : "The Dove", 1964, Molly Bernstein éditeur, 2011 (visionner en ligne - Source : PBS : durée : 6 min 01 s).
- Columbia explores Romare Bearden - A black odyssey, Columbia University in the city pf New York, 2014 (visionner en ligne - Source : Vimeo ; durée : 5 min 24 s).
- Mary Schmidt Campbell (en) - An American Odyssey (Romare Bearden) with special guests (Sherman Edmiston, June Kelly), New York Society Library, avril 2021 ( visionner en ligne - Source : YouTube ; durée : 78 min 03 s).

### Fonds d'archives
- New York Public Library, Archives personnelles de Romare Bearden, 1933-1979, don de l'artiste, janvier 1980 (informations en ligne).
- Wildenstein Plattner Institute, New York (informations en ligne).
- Smithsonian Institution, Archives American Art, Washington (district de Columbia), Archives de Romare Bearden, 1937-1982 (dont correspondance Romare Bearden - Jacob Lawrence).